# KPF建築事務所
Kohn Pedersen Fox Associates (KPF) 是一家建筑设计事务所，为公共客户提供包括建筑、室内设计、功能设置和总体规划在内的全面设计服务。KPF為全球最大的建筑师事务所之一，总部设在纽约，目前也是纽约最大的建筑师事务所。设计的项目类型包括企业总部、酒店、住宅、学校、市政工程、交通建筑和综合体项目等，遍布全球至少35个国家，有诸多超高层建筑代表作。

## 近期作品
如今，KPF的项目类型包括市民文化空间、商业办公建筑、交通设施、住宅和酒店开发、教育和机构设施以及各类商业综合体开发。KPF在过去10年里所设计的项目有东京六本木山(2003)、联合利华伦敦总部(2007)、拉斯维加斯文华东方酒店(2009)、密歇根大学罗斯商学院(2009)、加拿大皇家银行总部(2009)、明尼苏达大学的科学教学和学生服务中心(2010)、美国新泽西州伊瑟琳Centra at Metropark(2011)和纽约布法罗联邦法院(2011)。在最近五年里，KPF在许多国家和地区完成了它们的第一高楼建筑：中国最高的上海环球金融中心(2008)、韩国最高的东北亚贸易大厦(2010)、香港最高的环球贸易广场(2011)、英国最高的苍鹭大厦(Heron Tower)(2011)、法国最高的Tour First (2011)。 　
　

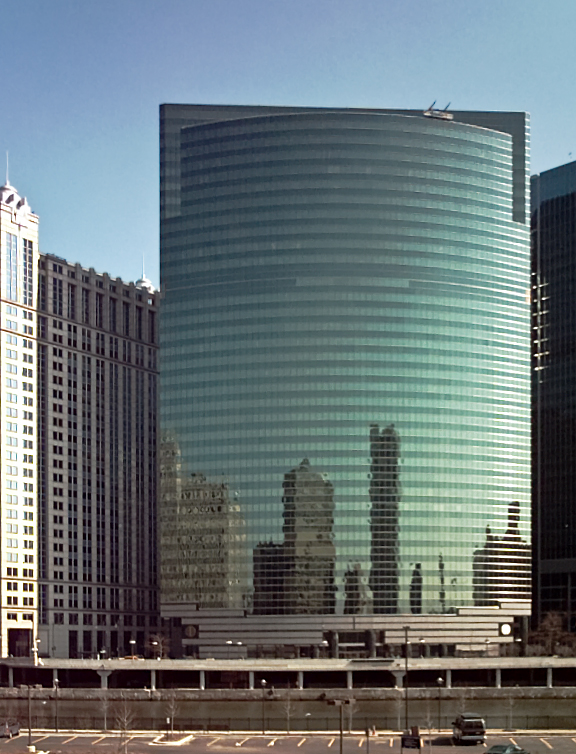
威克大道333号，美国伊利诺伊州芝加哥

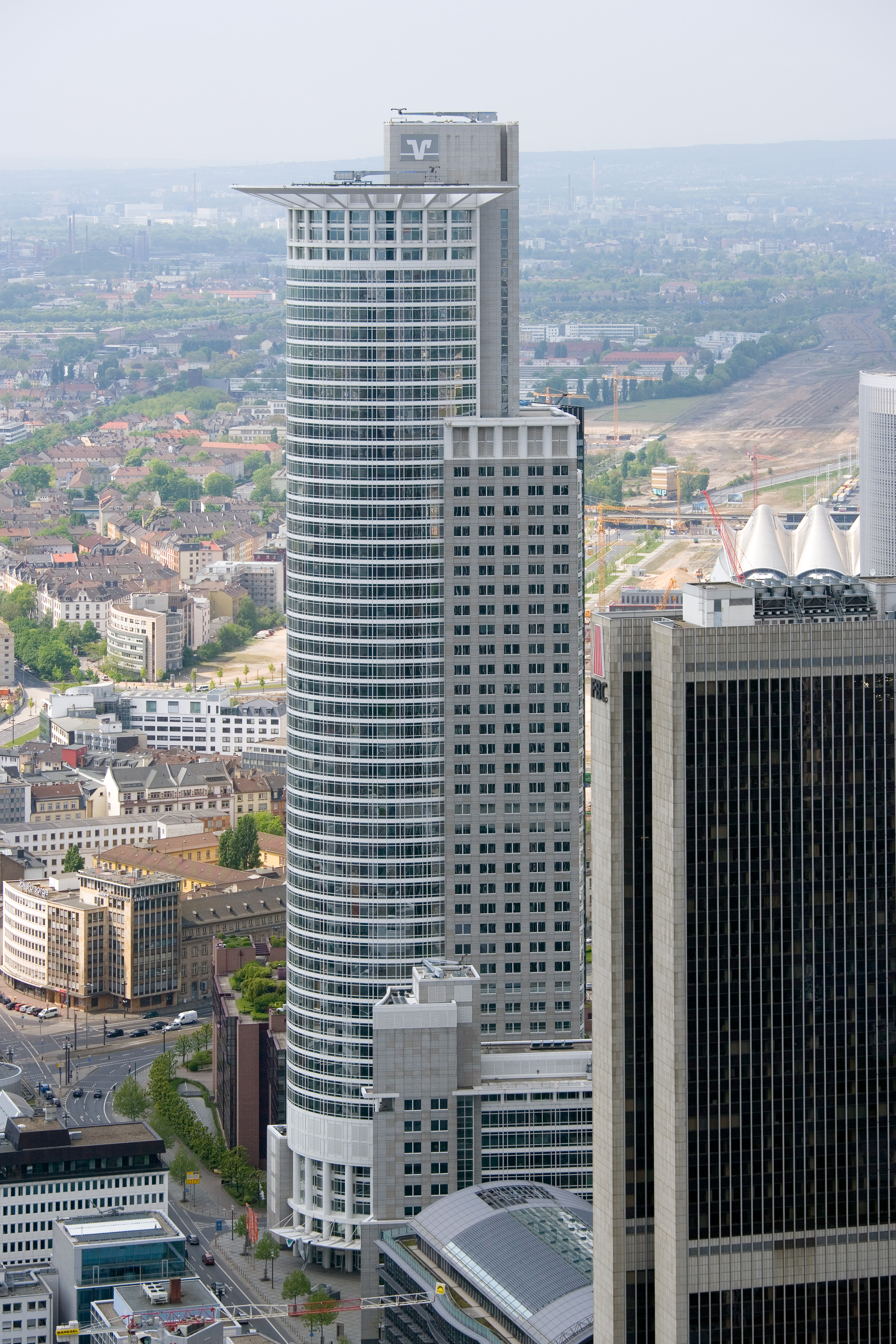
德国中央合作银行总部，德国法兰克福

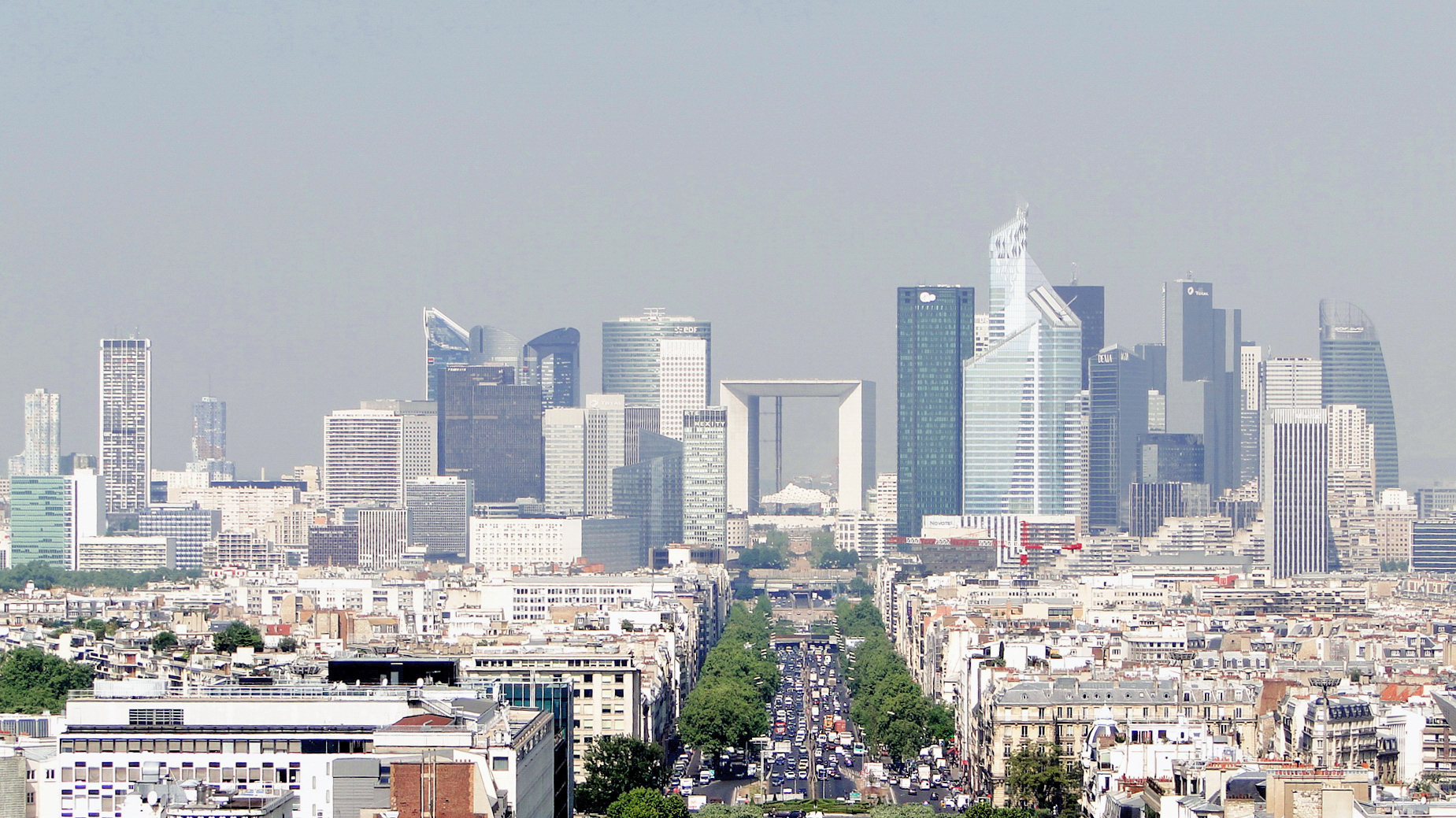
Tour First，法国巴黎

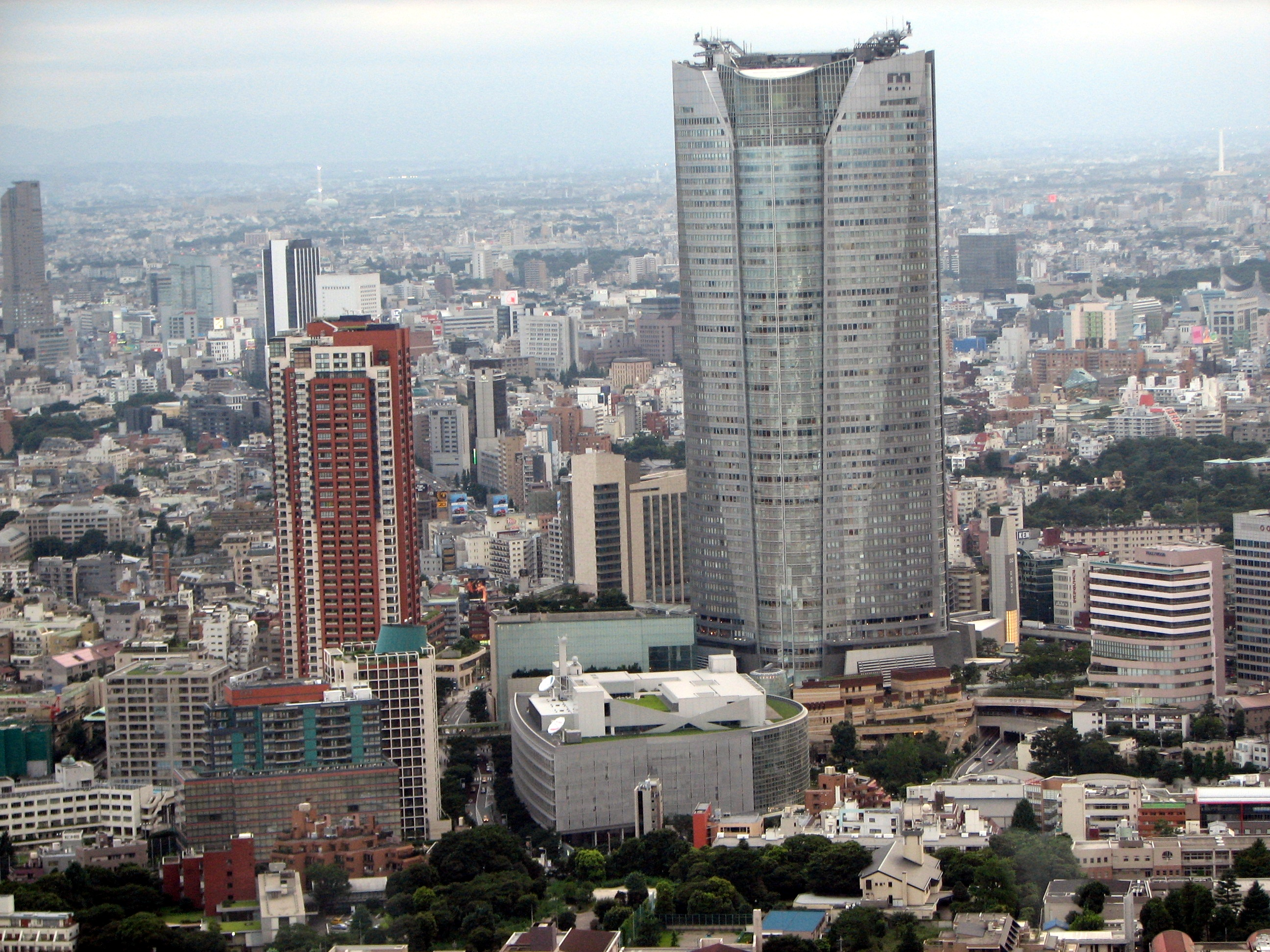
六本木新城森大樓，日本东京

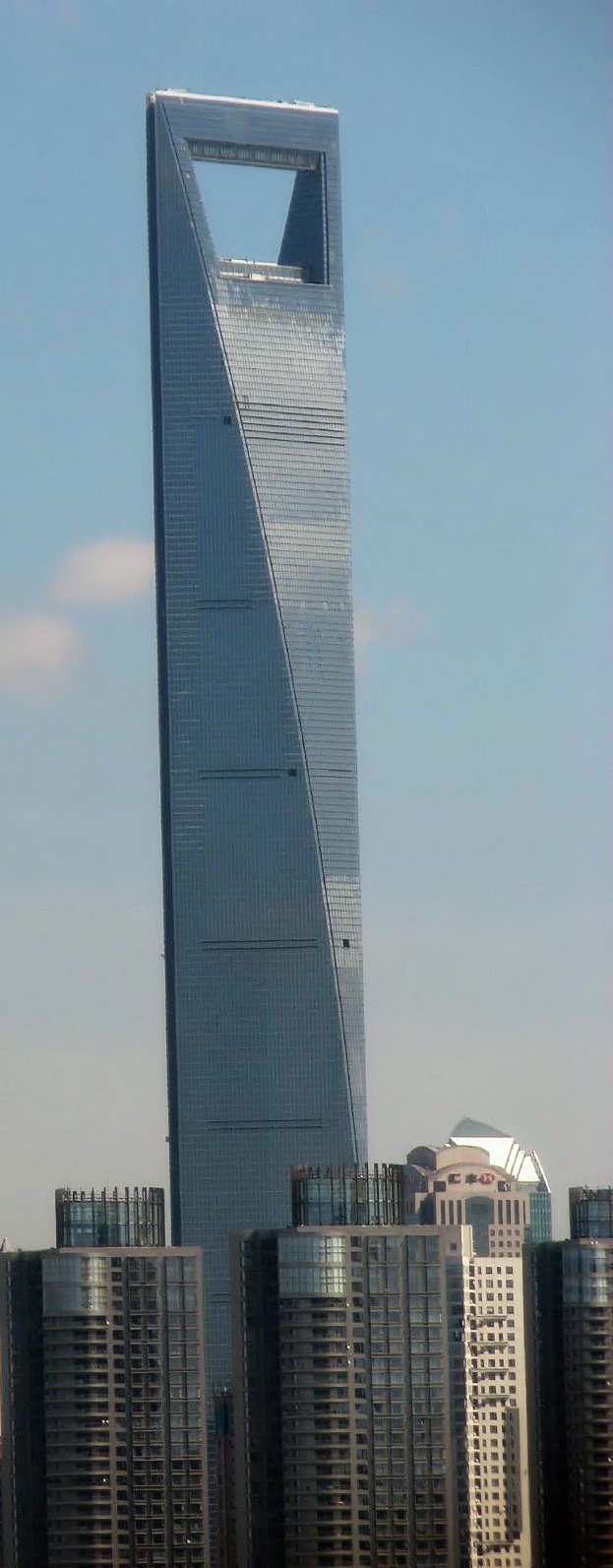
上海环球金融中心，中国上海

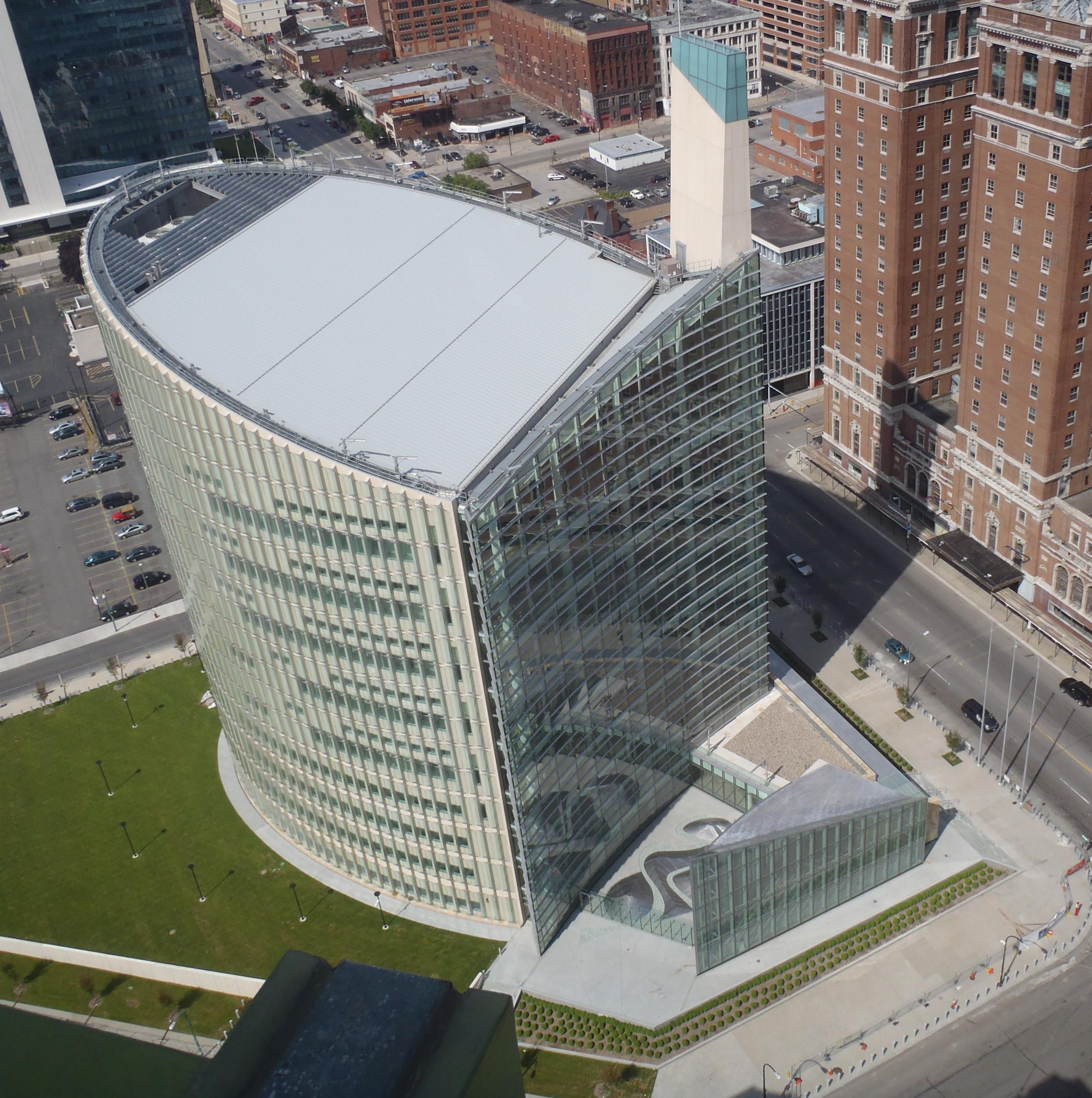
布法罗联邦法院，美国纽约州布法罗

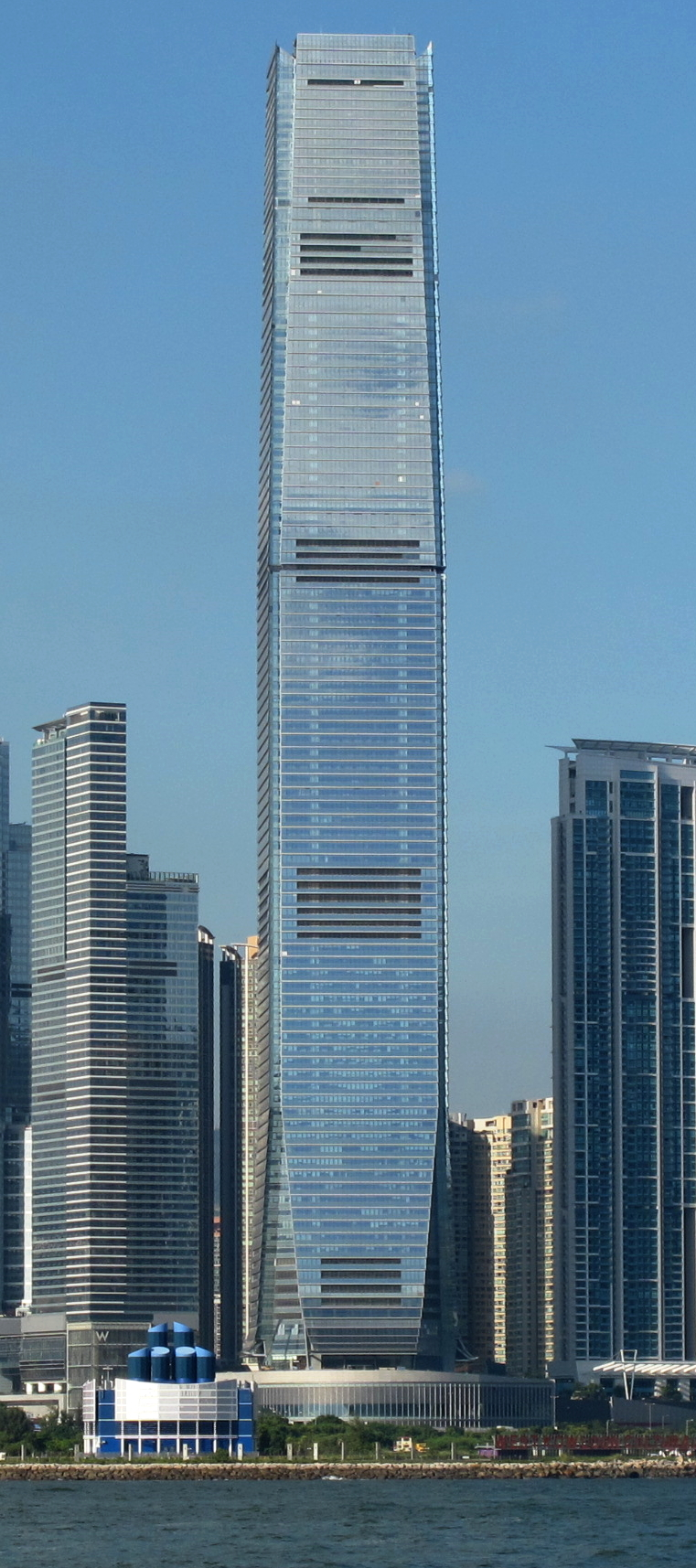
环球贸易广场，香港

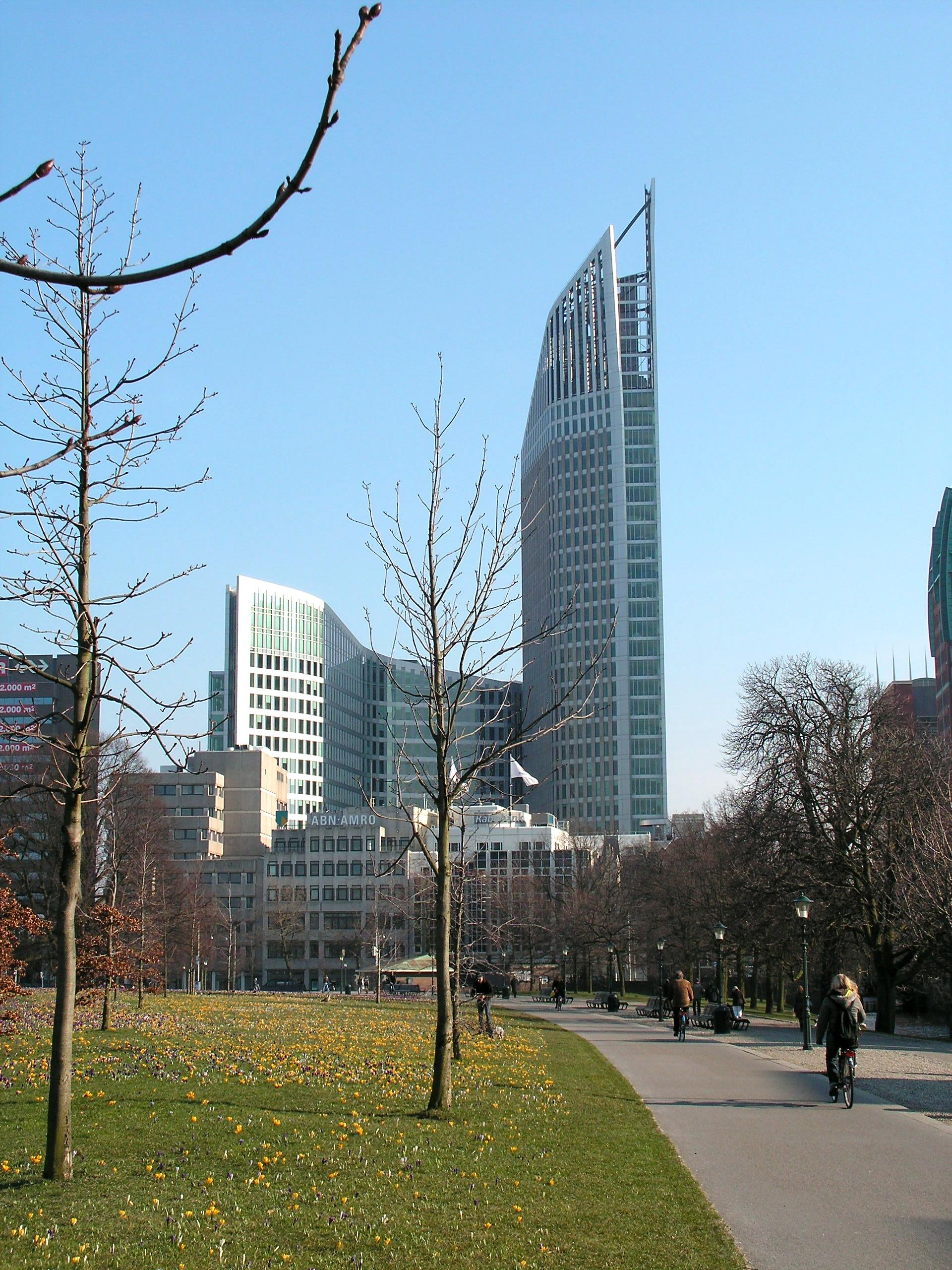
Hoftoren，荷兰海牙

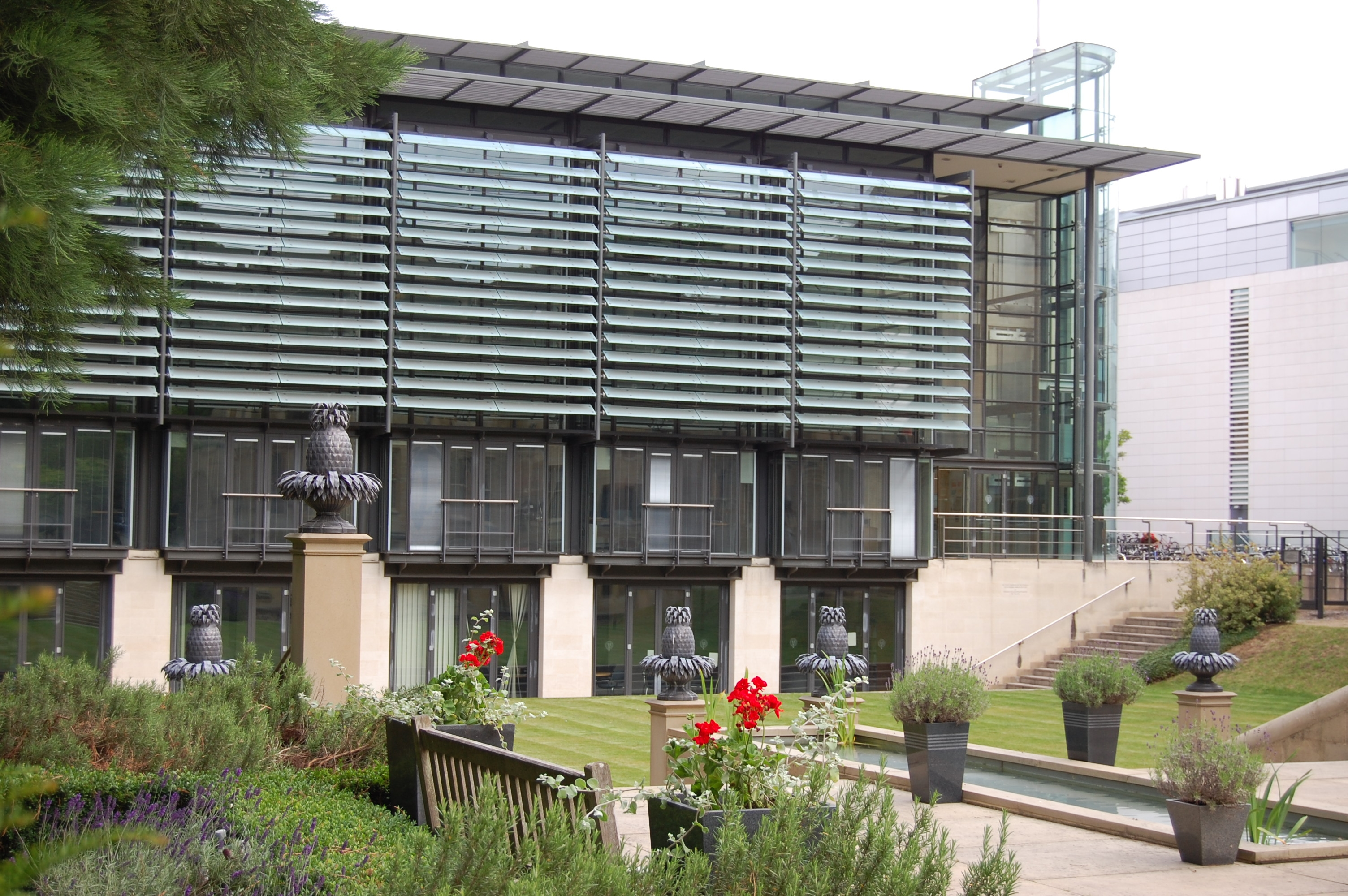
牛津大学罗瑟米尔美国研究所，英国牛津

在纽约，KPF目前正在设计哈德逊广场重建项目，其基地位于曼哈顿西区，占地26英亩，是岛上最大的独立未开发的区域。KPF还与EYP建筑师事务所合作设计了纽约大学护理学院、牙科和生物工程研究所以及占地39万平方英尺的纽约城市大学先进科学研究中心，该项目正在施工阶段。KPF近期完成的项目有杰克逊广场住宅 (2009)，并担任该项目10年期扩展的执行建筑师，以及纽约现代艺术博物馆改建(2005)。 　　
KPF目前在世界各地的项目包括：阿布达比国际机场中场航站楼、韩国仁川松岛新城、布鲁克林纽约大学城市科学与进步研究中心(CUSP)、首尔555米的乐天世界塔和600米高的深圳平安国际金融中心。

## 发展历程
成功源自合作与对话――这是KPF一贯秉承的设计哲理，因为我们相信：相互认同的设计理念造就因地制宜的设计手法，从而成就与环境和谐共生的建筑作品。KPF认为：“相近的理念与认同感可使建筑融入环境。”对于KPF这样一个大型事务所而言，KPF承担了非同寻常的大量的改建工程。 其中包括世界银行总部、联合利华伦敦总部以及香港置地广场。KPF在工作上的合作得到了认可。KPF的公司内网“建筑论坛”更是被《建筑实录》描述为一个成功的典范“通过指导支持团队和充满新想法的个人，打造了有利的学习环境，并分享最佳实践”。

### 成立于美国 (1976-1980年)
KPF于1976年成立后不久，美国广播公司 (ABC) 选择KPF重新设计和改造位于曼哈顿西区的前军械库，将其打造为电视演播室和办公室。以这次合作为开端，KPF与ABC在之后的11年中又继续合作了14个其他项目。同时，KPF接到来自全国各地的大企业的委托设计项目，包括AT&T和Hercules公司。到20世纪80年代中期，KPF有近250名建筑师，致力于美国各城市的项目。到1985年，甚至约翰·伯奇(John Burgee) (来自竞争对手John Burgee建筑师事务所)称KPF为“美国最好的商业设计公司”。KPF设计的芝加哥威克大道333号(1983)于1984年被授予美国建筑师协会国家荣誉奖，更使得KPF斐声全美 。该建筑至今仍然是芝加哥的地标，曾在1995年和1997年两度被“芝加哥论坛报”的读者票选为“最受欢迎建筑”。1986年， KPF设计的位于辛辛那提市的宝洁公司总部，包括由帕特里夏·康威(Patricia Conway)设计的开放式室内空间，因其创新的设计荣获美国建筑师协会国家荣誉奖。这些项目取得成功后，KPF应邀设计了包括IBM在纽约阿蒙克的全球总部(1997)，芝加哥权利信托大厦(1992)和达拉斯联邦储蓄银行(1993)等在内的一系列著名项目。
在20世纪90年代，KPF还承担了大量的政府和城市公共项目，包括位于纽约弗利广场的美国法院(1995)，位于波特兰的马克哈特斐美国法院(1996)，位于明尼阿波里斯市的美国法院(1996)，布法罗尼亚加拉国际机场(1993)和获得多个奖项的位于华盛顿的世界银行总部改造(1996)。
KPF为世界银行总部设计的方案在国际方案竞标中胜出，该竞赛吸引了来自26个国家的76位参赛者，KPF的设计方案是入围参赛作品中唯一保留原有结构的作品。世界银行作为KPF在华盛顿的第一个项目，其敏锐的设计思路奠定了其后KPF一系列高品质国际项目的基础。

### 向欧洲扩张 (1980-1990年)
在20世纪80年代和90年代，KPF从一家以企业总部设计闻名的美国公司转型为一家更为国际化的公司，业务范围也扩大至事业机构、政府项目和交通建筑等领域。
KPF完成了占地两个街区的金丝雀码头的大规模重新开发(1987)以及佛里特街上的高盛总部 (1987-1991)。直到今天， KPF还一直被邀请为金丝雀码头（Canary Wharf）区域内的建筑进行设计，包括高伟绅律师事务所(2002)及普华永道会计师事务所(2009)欧洲总部。 KPF在英国的其他项目还包括伦敦泰晤士法院(1998)，牛津大学罗瑟米尔美国研究所(2001)和伦敦政治经济学院总体规划(2002)。 KPF的获奖设计作品法兰克福德意志银行总部 (1992)，更 是被视作为综合体设计的早期范例，从而进一步提高了公司的国际知名度，巩固了KPF在设计实践领域的全球领先地位。 KPF之后受邀进行设计的项目遍及欧洲，包括在海牙的Provinciehuis (1998) ，布拉格多瑙河之家 (2003) ，阿姆斯特丹世界贸易中心扩建及改造 (2004) 和恩德萨公司在马德里的总部 (2003) 。

### 向亚洲及全球发展(1990-2009年)
KPF进军亚洲市场始于日本名古屋的450万平方英尺 (420,000平方米) 的日本铁路中心大厦 (1999) 。KPF在10年中的足迹遍布日本、台灣、韩国、印尼、泰国、香港、和中華人民共和國。其中在亚洲已建成的项目包括上海南京西路的恒隆广场(2001)，日本东京的六本木新城(2003)，首尔的罗丹美术馆(2003)，东京美林银行总部(2004)和上海环球金融中心(2008)。其中，上海环球金融中心于2008年被高层建筑和城市居住理事会评为“最佳高层建筑”。 KPF与著名结构工程师Leslie E. Robertson Associates一起完善其锥形的形式，从而最大限度地发挥上海环球金融中心的楼板和材料效率。除亚洲地区外，KPF在中东地区已建成的项目有阿布扎比投资局总部(2007)和Marina大厦(2008)，并在南美、非洲和澳大利亚也有设计作品。

## 代表作品
- 阿布达比投资局大厦，阿联酋阿布达比
- 阿布达比国际机场中场航站楼，阿联酋阿布达比
- 阿布达比投资局总部，阿联酋阿布达比
- 巴鲁克学院纽曼垂直校园，美国纽约城市大学
- 伦敦尖塔，英国伦敦
- 布法罗尼亚加拉国际机场，美国纽约州布法罗
- 纽约布法罗联邦法院，美国纽约州布法罗
- 圣埃斯皮里图广场，美国佛罗里达洲迈阿密
- 弗利广场/丹尼·帕特里克·莫伊尼汉联邦法院，美国纽约市
- 苍鹭大厦(Heron Tower)，英国伦敦
- De Hoftoren大厦，荷兰海牙
- 环球贸易广场及天璽，香港
- 萊佛士碼頭一號，新加坡
- 滨海湾金融中心，新加坡
- 现代艺术博物馆改建，美国纽约市
- 加拿大皇家银行总部，加拿大多伦多
- 多伦多丽嘉酒店，加拿大多伦多
- 六本木新城森大樓和君悦酒店，日本东京
- 牛津大学罗瑟米尔美国研究所，英国牛津
- 明尼苏达大学科学教学和学生服务中心，美国明尼苏达州明尼阿波利斯市
- 上海环球金融中心，中国上海
- 密歇根大学罗斯商学院，美国密歇根州安阿伯市
- 置地广场，香港
- 联合利华伦敦总部，英国伦敦
- 德意志银行总部(Westendstraße 1)，德国法兰克福
- 平安金融中心，中國深圳
- 第三大道1201號，美國西雅圖
- 世界银行总部，美国华盛顿
- 壹號湖畔，澳門
- 中國尊（北京中信廣場），中國北京
- 中國華潤大廈，中國深圳
- 華僑城大廈，中國深圳
- 深圳灣一號，中國深圳
- 京基前海中心，中國深圳
- 騰訊前海大廈，中國深圳
- 城脈中心，中國深圳
- 松島國際都市，韓國仁川
- 天津濱海國際機場客運大樓，中國天津
- Victoria Dockside，香港
- 南京國際金融中心，中國南京（與巴馬丹拿合作）
- 太平洋電線電纜敦南總部大樓，臺灣臺北市
- 广州周大福金融中心（廣州東塔），中國廣州
- 香港科技大学（广州），中國廣州
- 杭州恒隆广场，中国杭州

## 主要奖项

### 美国建筑师协会国家奖[15]
- 美国建筑师协会国家建筑师事务所荣誉(1990)
- 美国建筑师协会荣誉奖 — 杰克逊广场住宅，美国纽约市 (2011)
- 美国建筑师协会荣誉奖 — 联合利华伦敦总部，英国伦敦 (2008)
- 美国建筑师协会荣誉奖 — 《甘尼特/今日美国》报刊总部，美国弗吉尼亚州麦考林 (2005)
- 美国建筑师协会荣誉奖 —  巴鲁克学院纽曼垂直校园，美国纽约市 (2003)
- 美国建筑师协会荣誉奖 —  世界银行总部，美国华盛顿 (1998)
- 美国建筑师协会荣誉奖 —  德意志银行总部(Westendstraße 1)，德国法兰克福 (1994)
- 美国建筑师协会荣誉奖 —  宝洁公司总部，美国俄亥俄州辛辛那提市 (1987)
- 美国建筑师协会荣誉奖 —  威克大道333号，美国伊利诺伊州芝加哥 (1984)

### 近期作品
- 2012 - 美国建筑师协会佛罗里达100周年颁奖典礼授予最佳商业建筑奖 —  圣埃斯皮里图广场，美国佛罗里达洲迈阿密
- 2012 - 美国钢结构学会授予国家卓越设计奖 —  Centra at Metropark，美国新泽西州伊瑟琳
- 2012 - 国家市民信赖奖 — 王子花园改造，帝国理工学院
- 2012 - 国际购物中心协会授予亚太地区购物中心创新设计和开发新商业项目奖 —皇城恒隆广场，中国沈阳
- 2011 - 亚洲国际地产投资交易会授予办公楼整修荣誉奖 —  Tour First，法国巴黎
- 2011 - 亚洲国际地产投资交易会授予未来表彰奖  —  乐天大厦，韩国首尔
- 2011 - 美国建筑师协会新泽西地区授予荣誉奖  —  Centra at Metropark，美国新泽西州伊瑟琳
- 2011 - 美国工程新闻纪录授予设计优秀奖  —  Centra at Metropark，美国新泽西州伊瑟琳
- 2011 - 国际地产协会授予最佳办公建筑奖  —  苍鹭大厦(Heron Tower)，英国伦敦
- 2010 - 高层建筑和城市住区理事会授予William Pedersen先生Lynn S. Beedle终身成就奖[16]
- 2010 - 香港建筑师协会授予优秀奖  —  环球贸易广场，中国香港特别行政区
- 2010 - 美国建筑师协会纽约地区授予未建成建筑优秀奖  —  天津恒隆广场，中国天津
- 2010 - 大西洋中部最佳交通类建筑奖  —  杜勒斯国际机场2层航站楼，美国弗吉尼亚州尚蒂伊
- 2010 - 芝加哥雅典娜协会/欧美建筑奖  —   杰克逊广场住宅，美国纽约市
- 2010 - 芝加哥雅典娜协会/欧洲绿色建筑最佳设计奖  —  加拿大皇家银行总部，加拿大多伦多
- 2010 -芝加哥雅典娜协会/欧洲绿色建筑最佳设计奖  —  L'Ale Interior Sconce for Ivalo Lighting
- 2010 - 多伦多NAIOP房地产绿色建筑卓越奖 —  加拿大皇家银行总部，加拿大多伦多
- 2010 - 韩国建筑奖三等奖  —  松岛第一世界大厦，韩国仁川
- 2010 - 第三届McGraw-Hill“好的设计就是好的商务”中国授予最佳商业建筑奖  —  上海环球金融中心，中国上海
- 2010 - 美国注册建筑师/纽约理事会授予城市肌理奖 —  杰克逊广场住宅，美国纽约市
- 2009 - 美国建筑师协会纽约地区授予优秀奖 — 上海环球金融中心，中国上海
- 2009 - 美国建筑师协会纽约地区授予荣誉奖 —  上海环球金融中心，中国上海
- 2009 - 《旧金山纪事报》授予最佳新办公建筑 —  Mission大街555号，美国加利福尼亚州旧金山
- 2009 - 亚洲国际地产投资交易会授予最佳中国建筑奖 — 上海环球金融中心，中国上海
- 2009 - 亚洲国际地产投资交易会授予最佳综合体建筑奖  — 上海环球金融中心，中国上海
- 2009 - 亚洲国际地产投资交易会授予参与者选择奖 — 上海环球金融中心，中国上海
- 2009 - 亚洲国际地产投资交易会授予最佳商务中心建筑奖 — 三星总部，韩国首尔
- 2009 - 美国注册建筑师授予设计卓越奖 — 上海环球金融中心，中国上海

## 项目图片
请参考: http://commons.wikimedia.org/wiki/Category:Kohn_Pedersen_Fox （页面存档备份，存于）

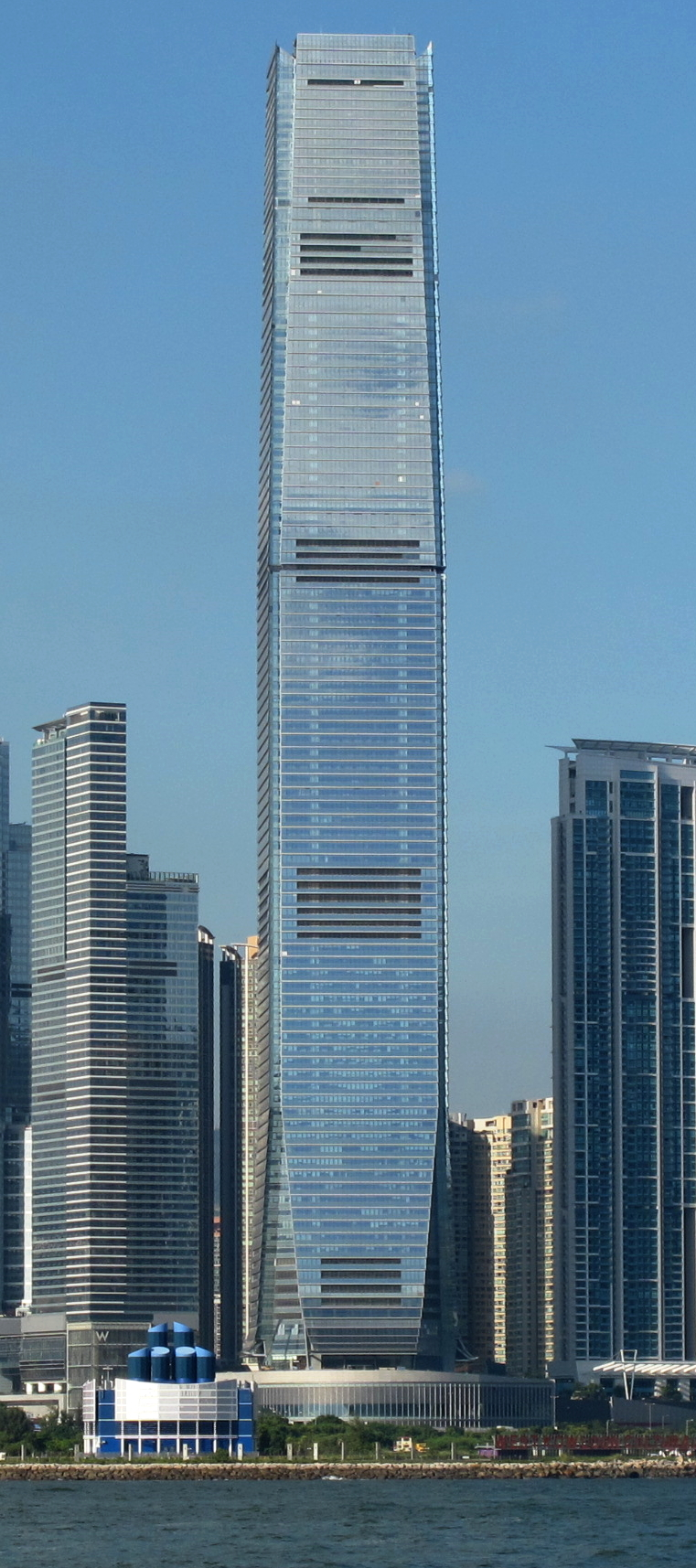
环球贸易广场，香港
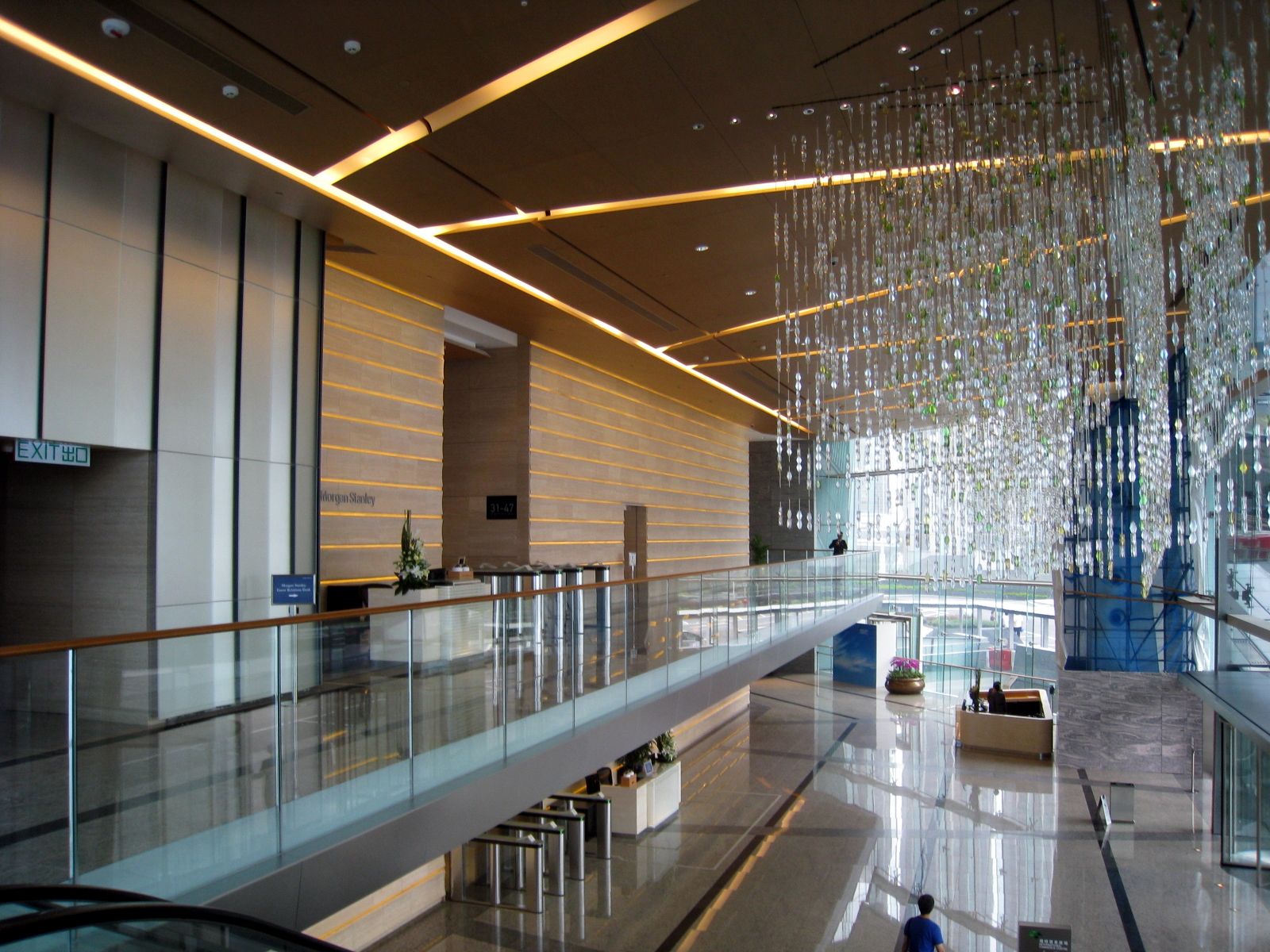
环球贸易广场电梯厅，香港
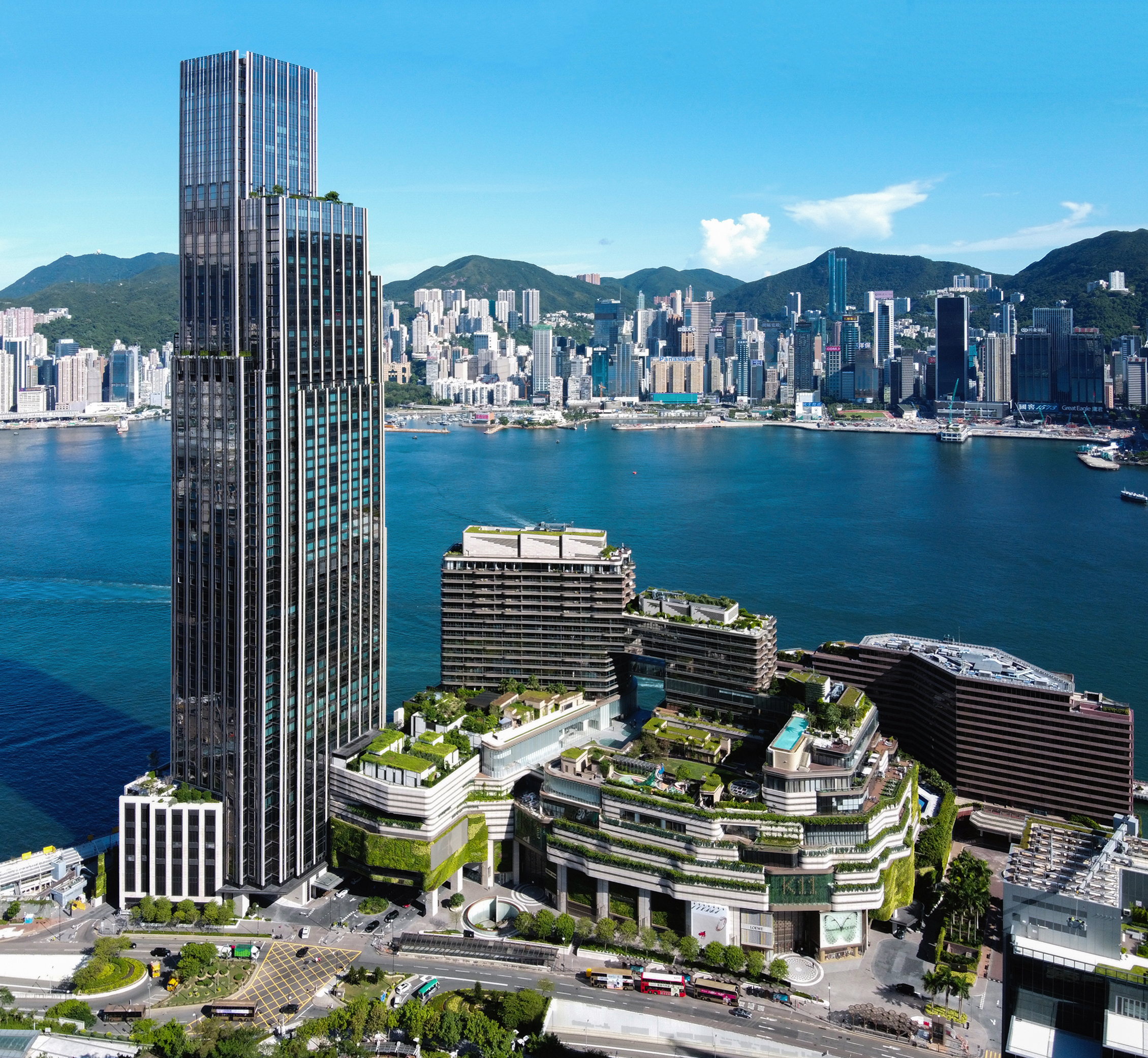
Victoria Dockside，香港
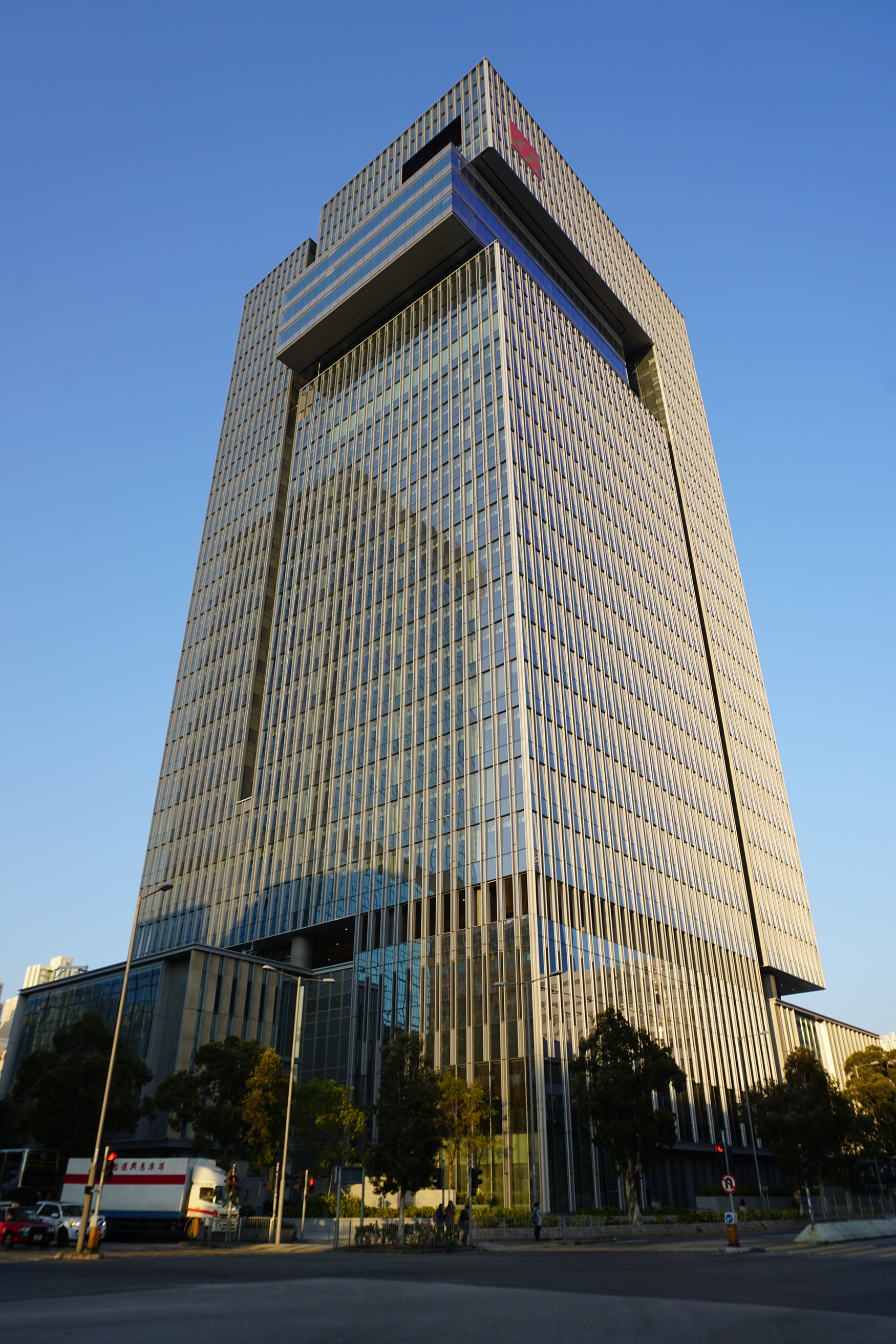
高銀金融國際中心，香港
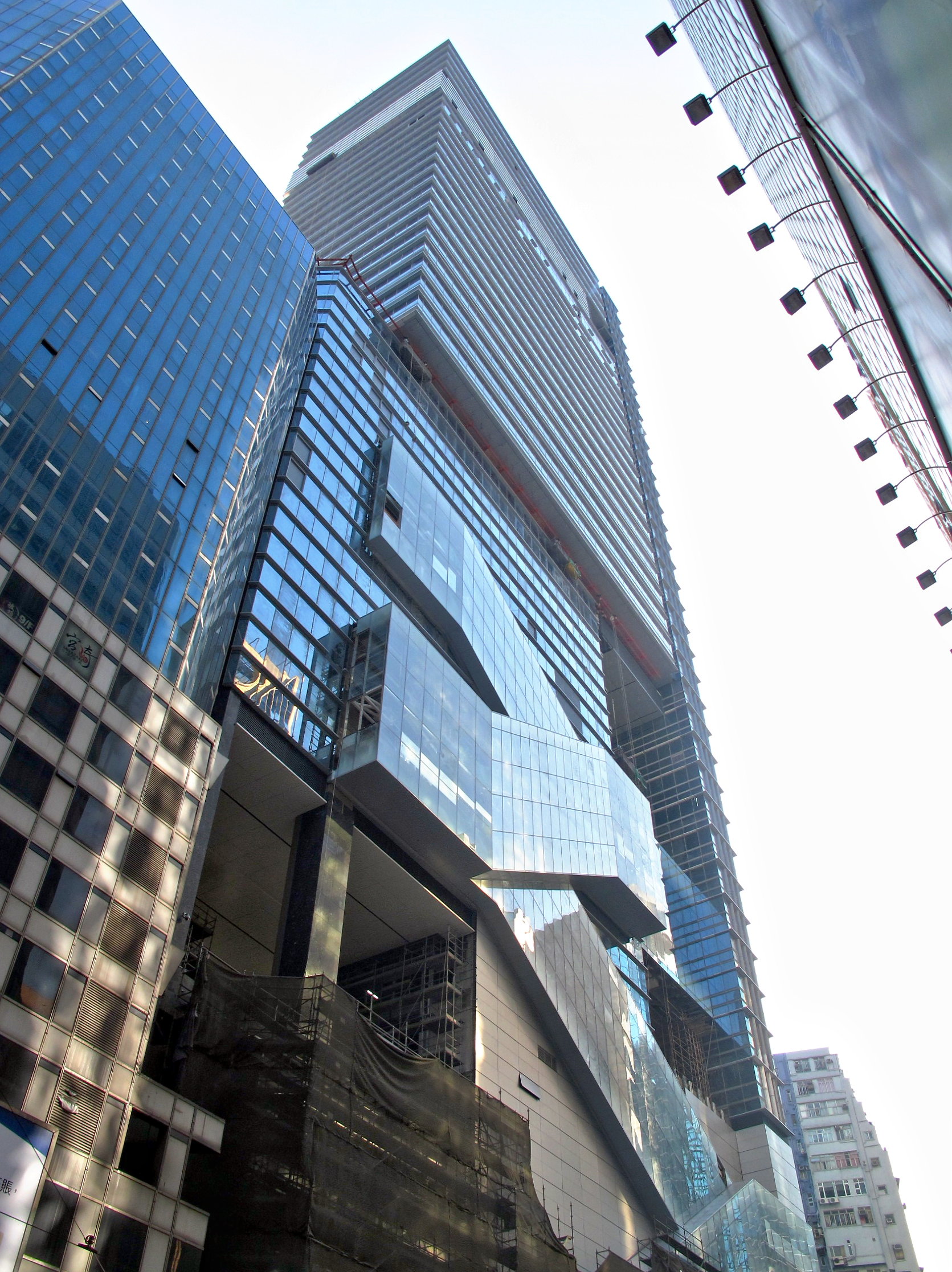
希慎廣場，香港
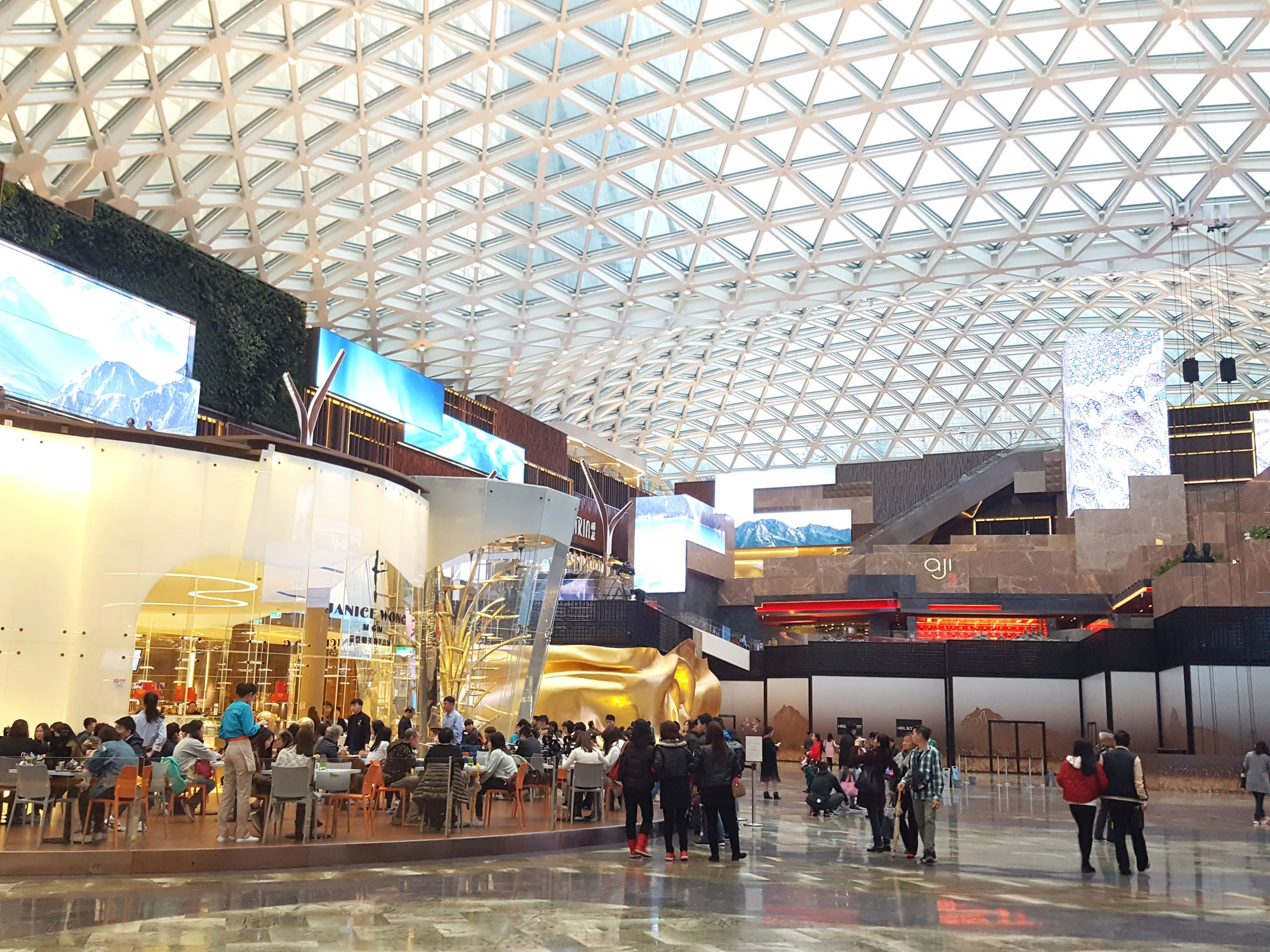
美獅美高梅，澳門
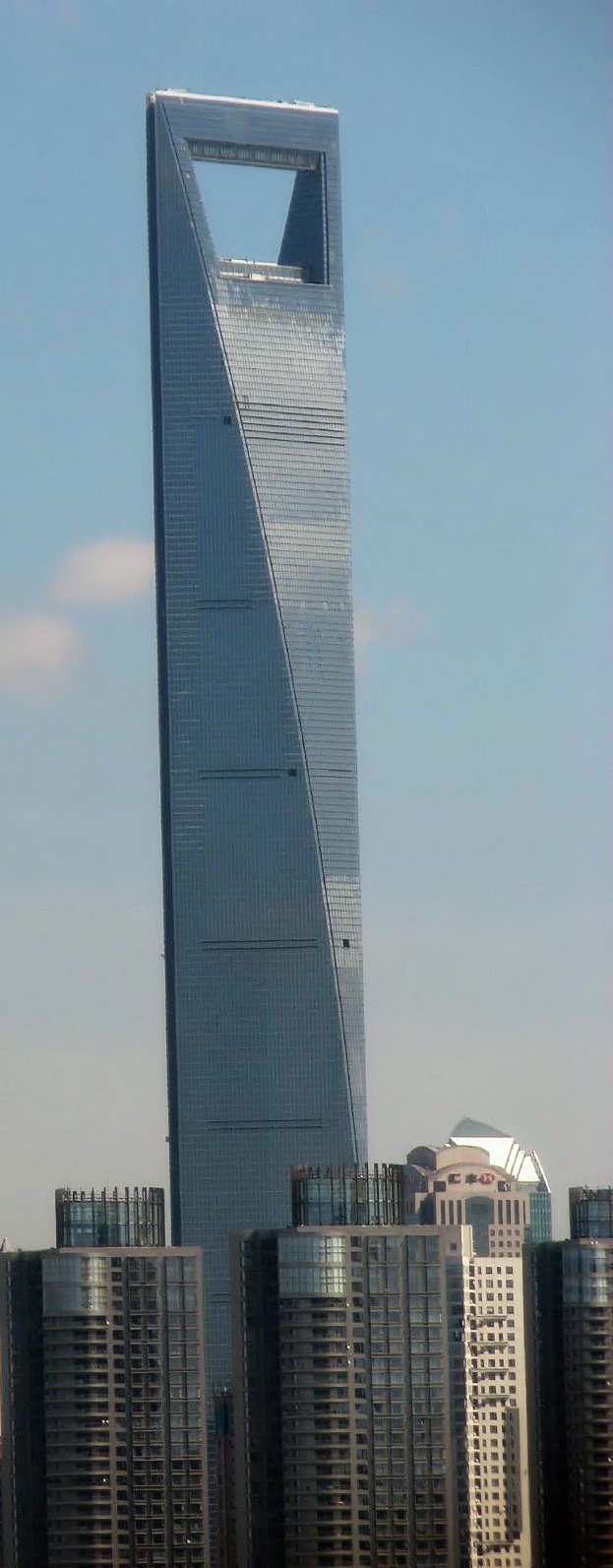
上海环球金融中心，中国上海
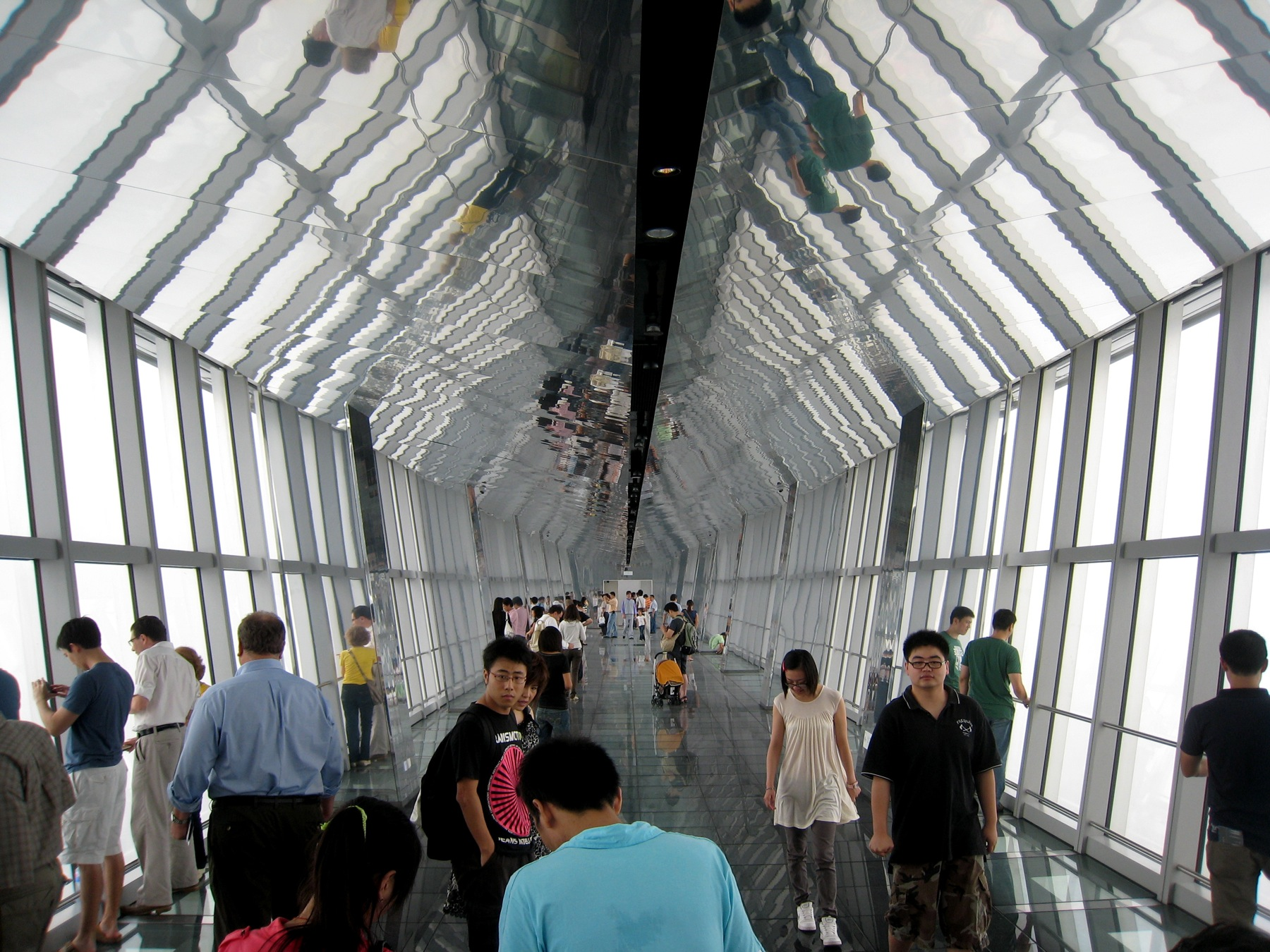
上海环球金融中心观景台，中国上海
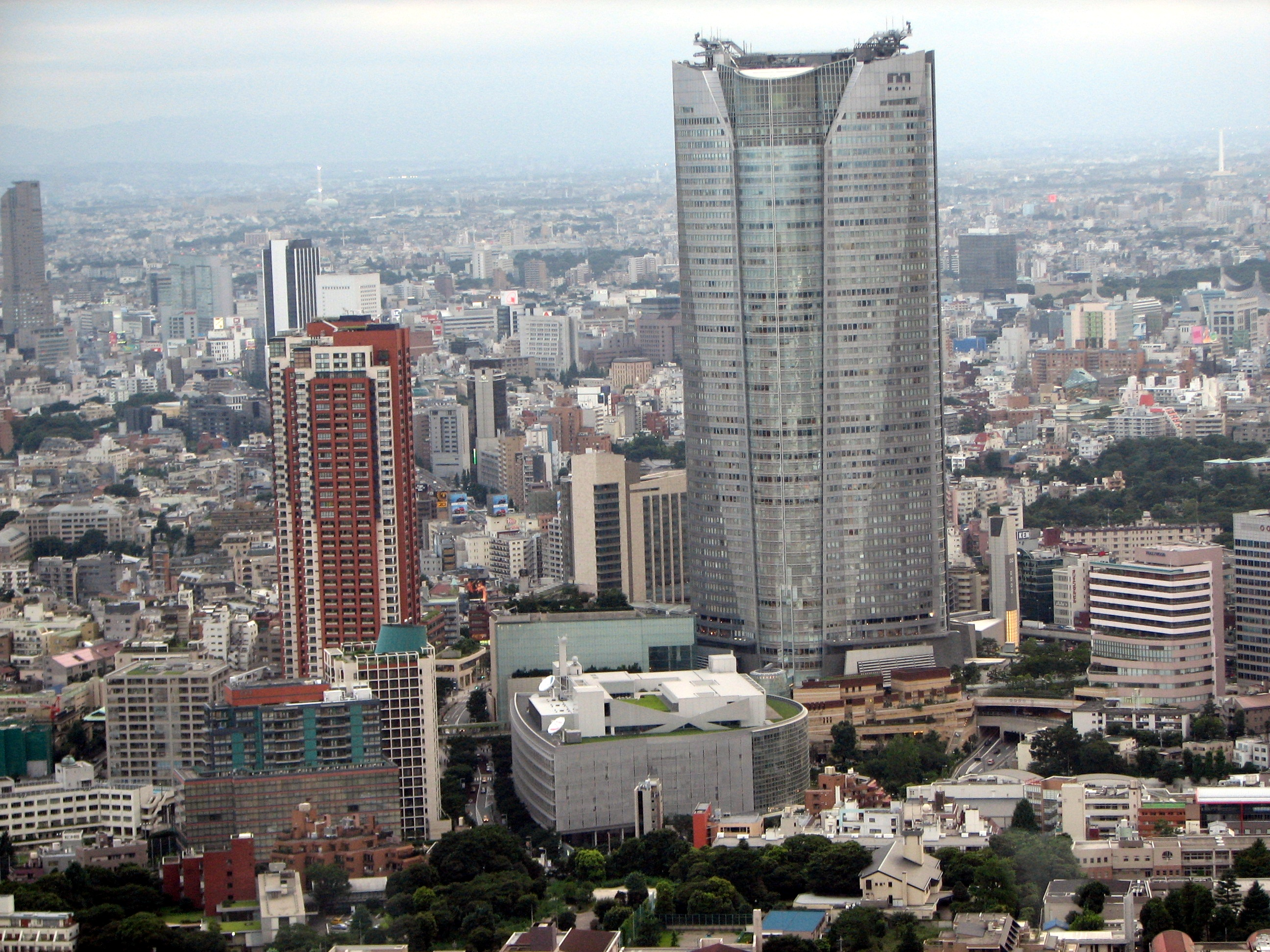
六本木新城森大厦，日本东京
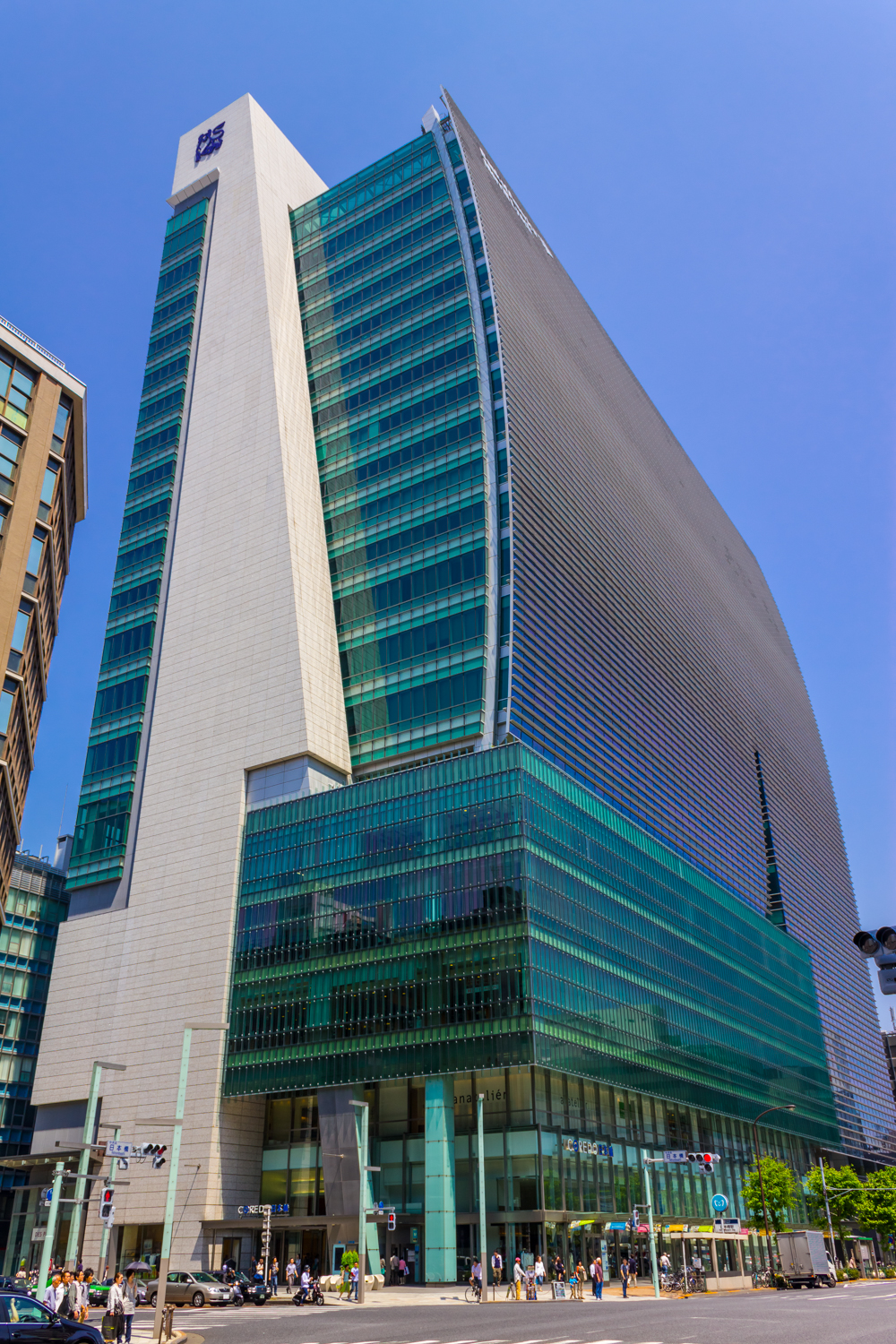
丁一目桥日本美林银行总部，日本东京
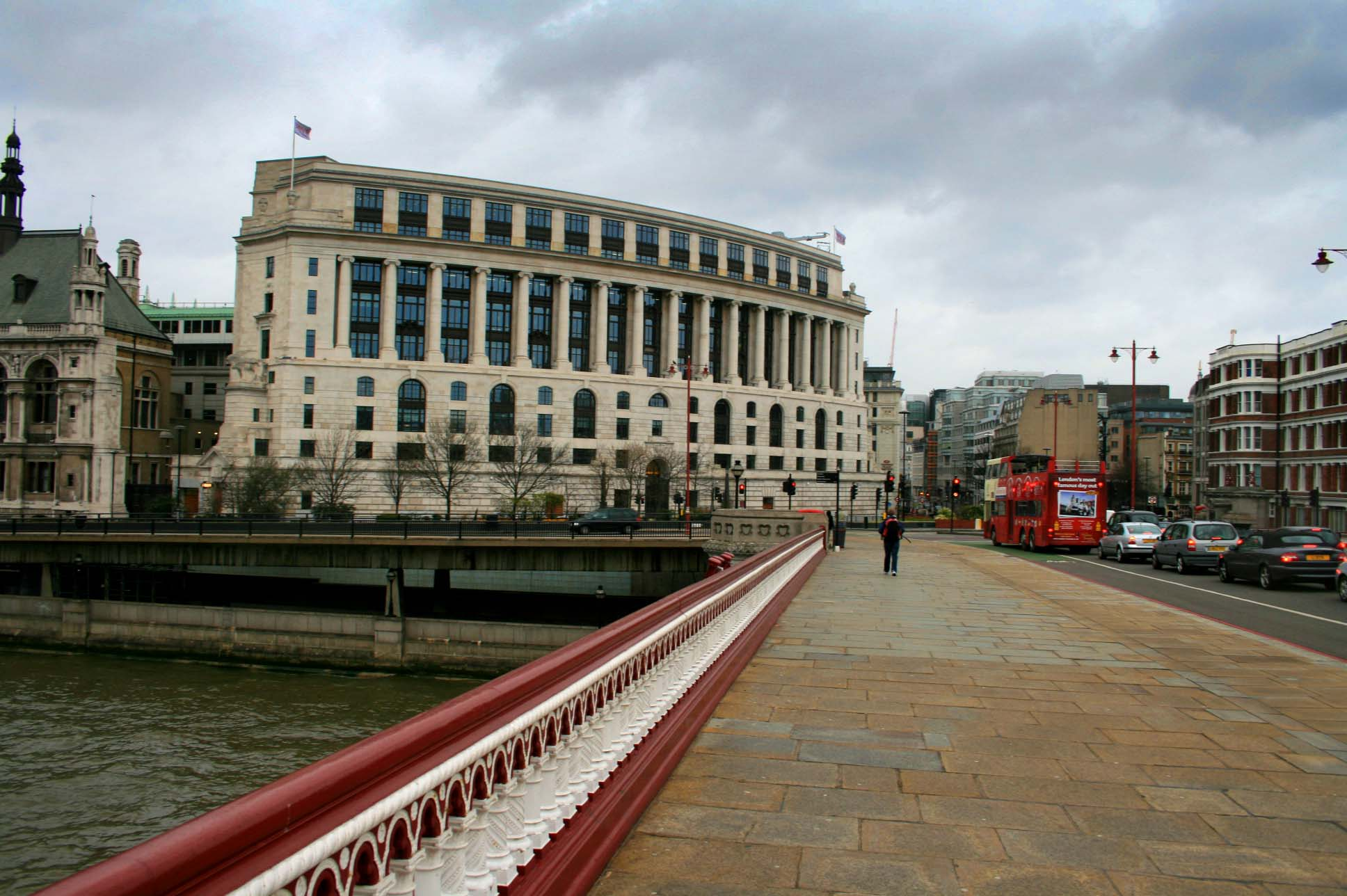
联合利华伦敦总部，英国伦敦
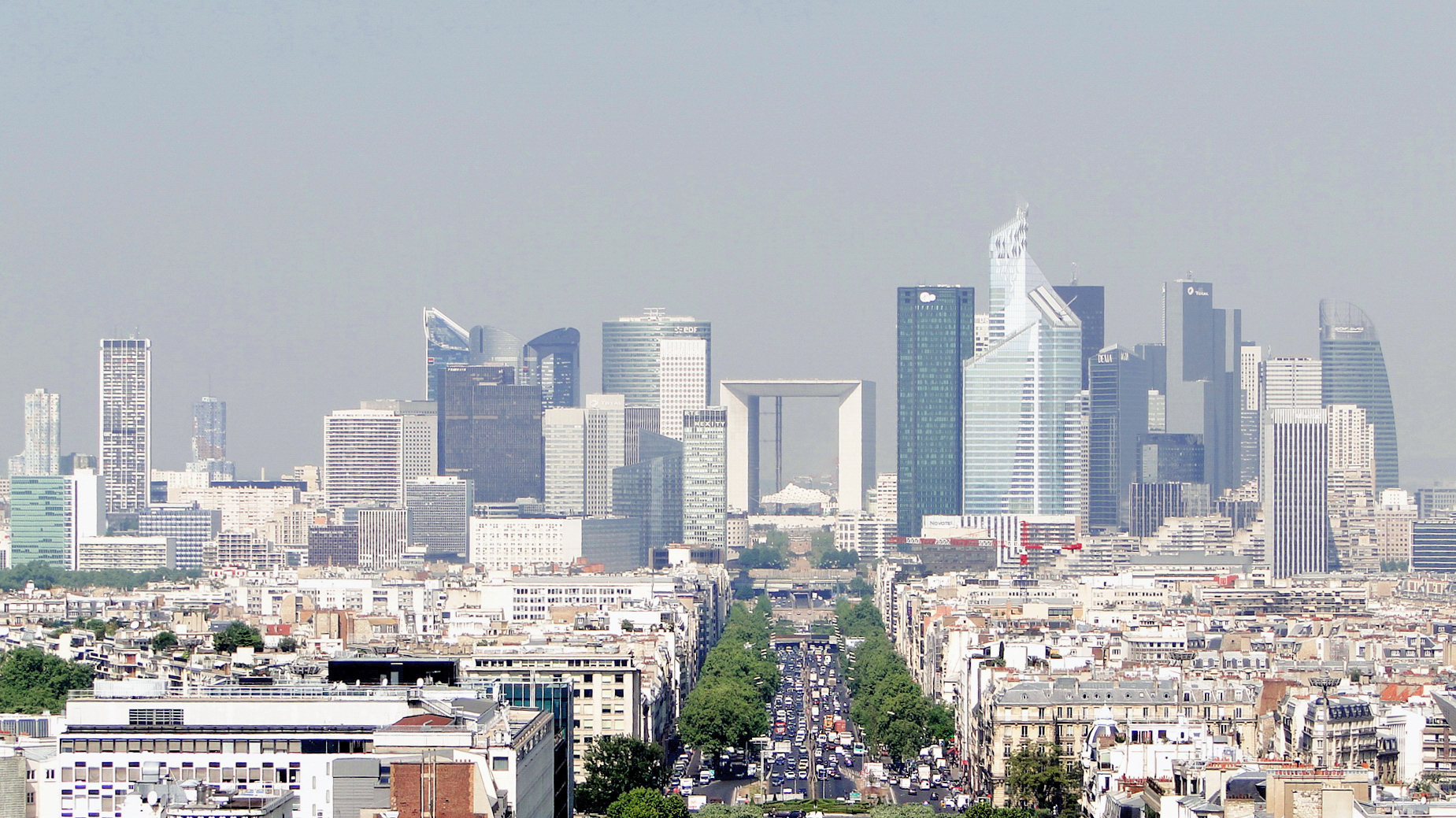
Tour First，法国巴黎
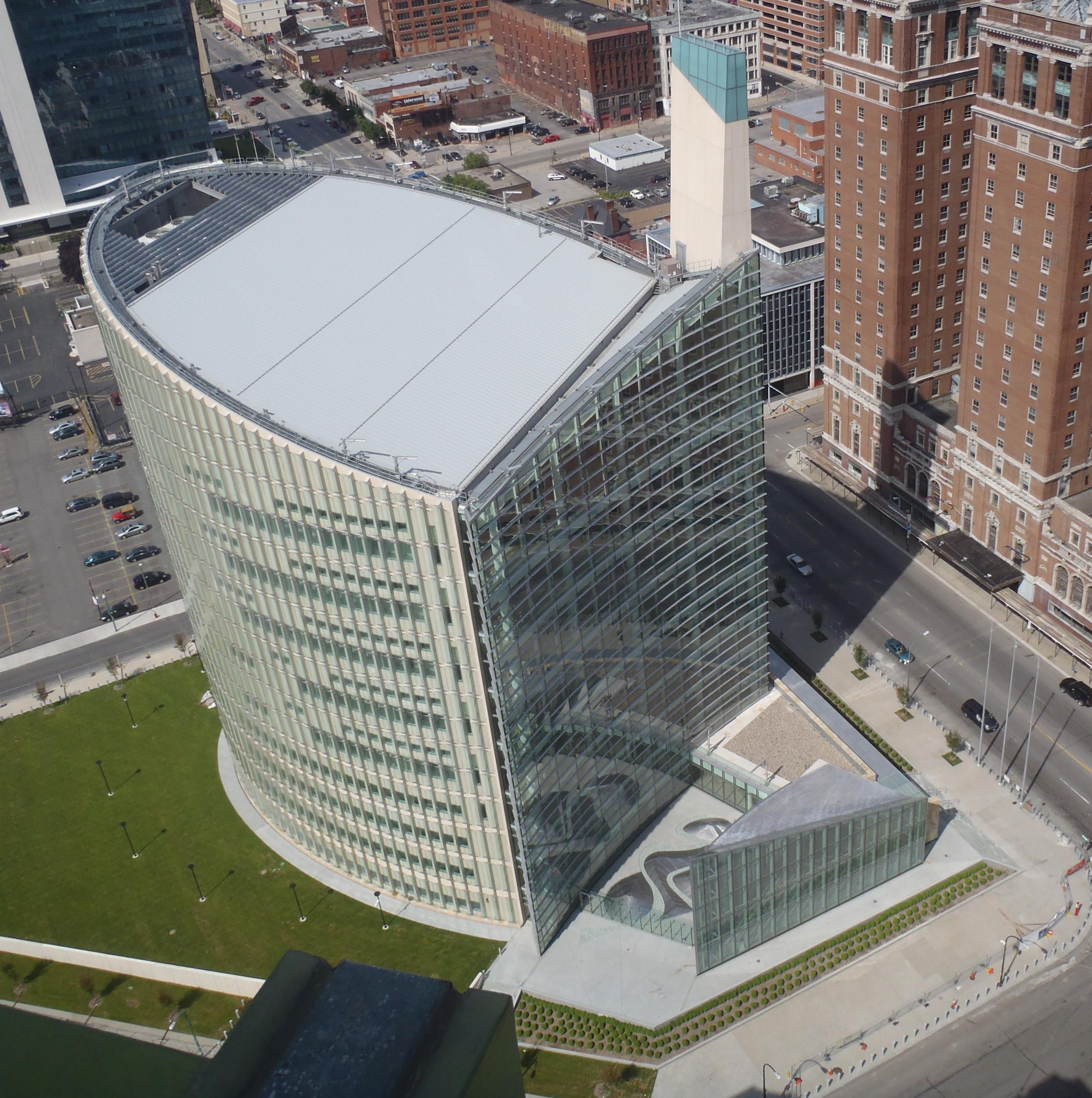
纽约布法罗联邦法院，美国纽约州布法罗
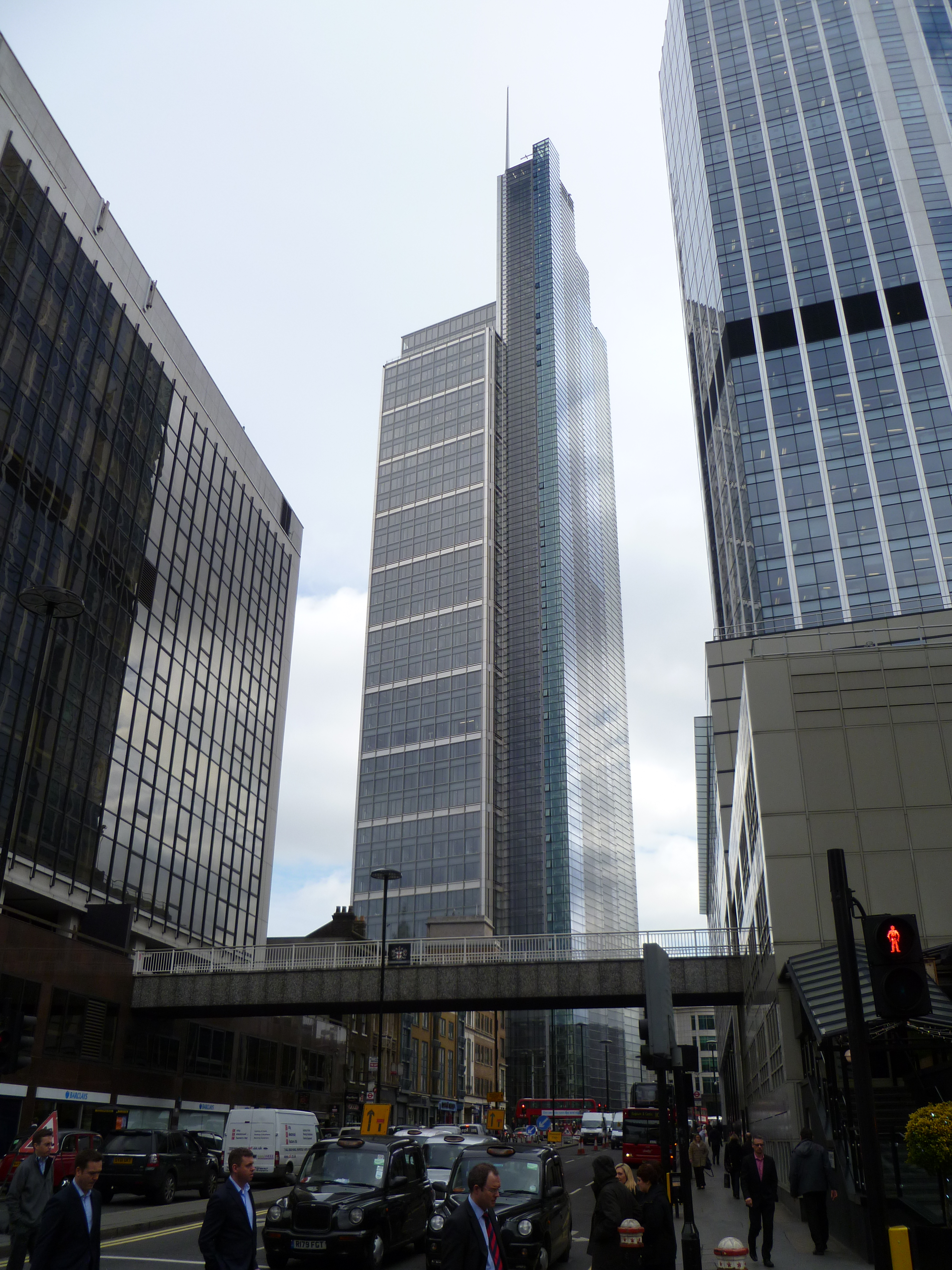
苍鹭大厦(Heron Tower)，英国伦敦
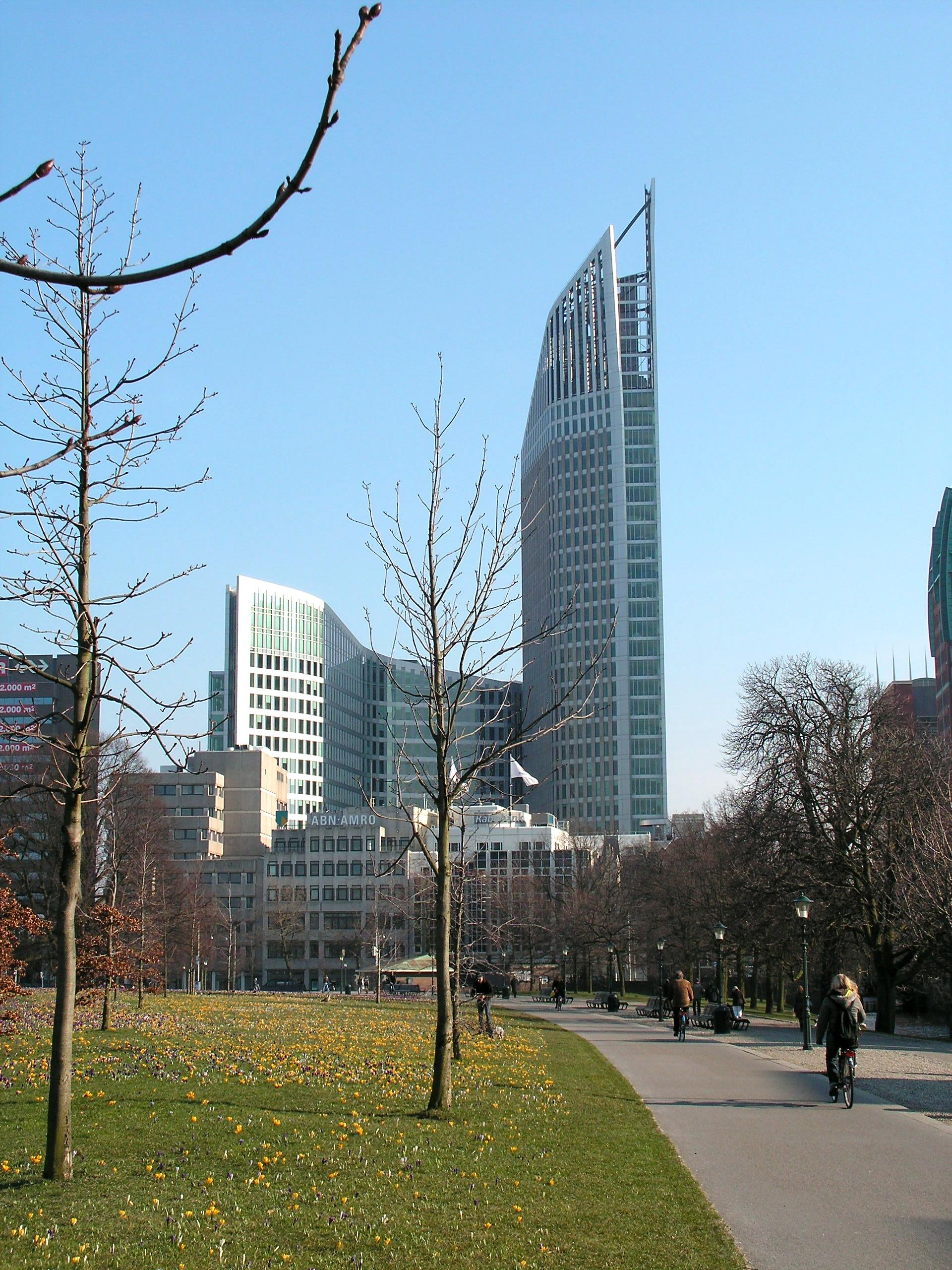
Hoftoren，荷兰海牙
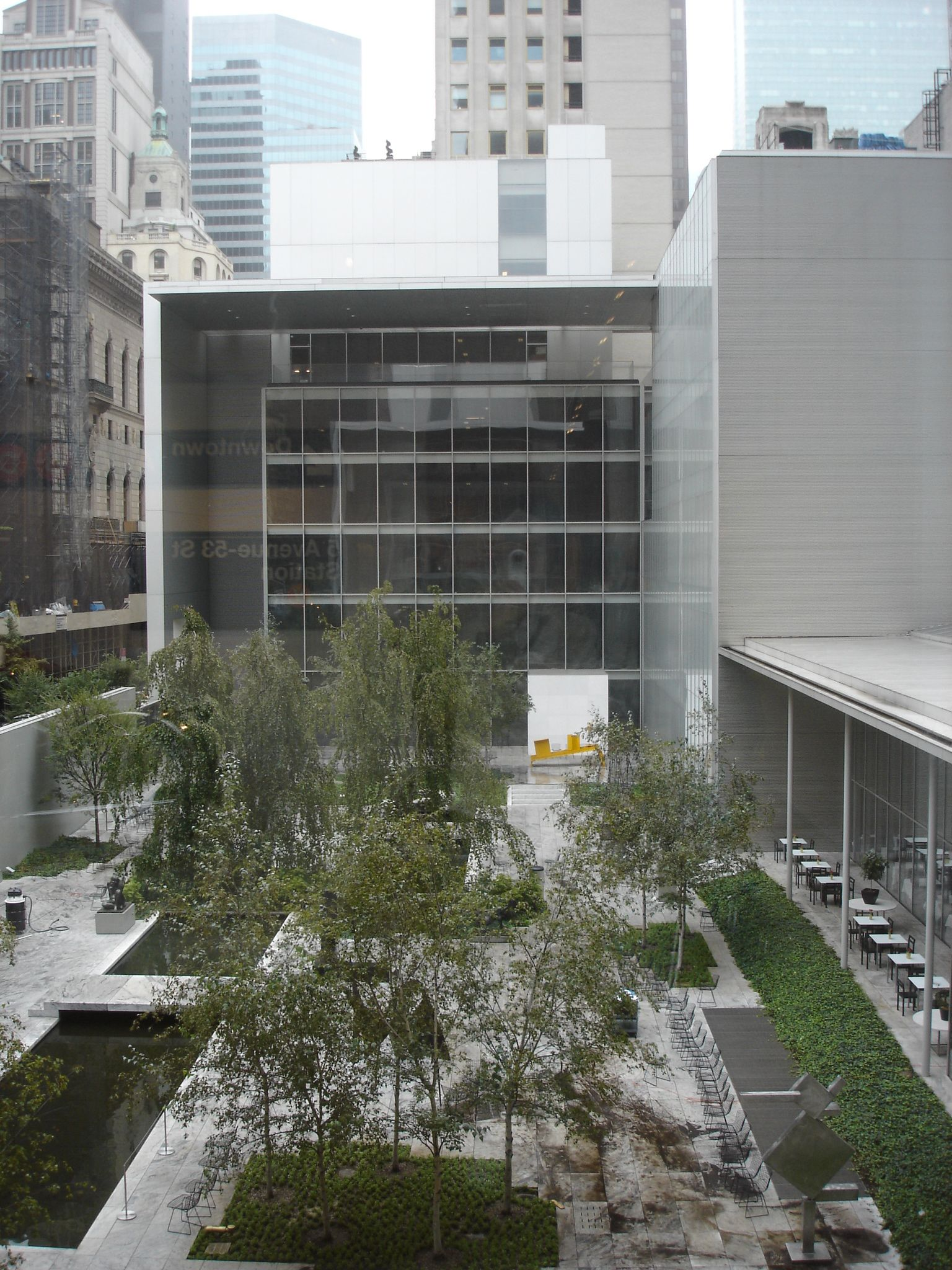
现代艺术博物馆改建，美国纽约市
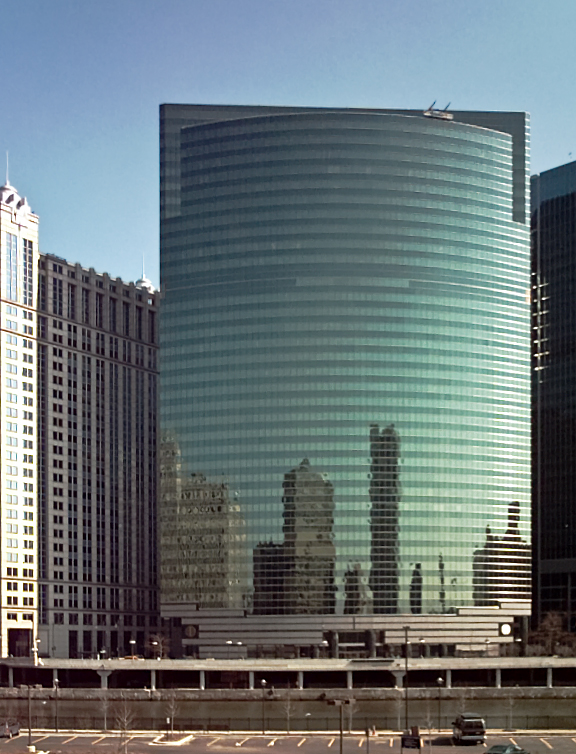
威克大道333号，美国伊利诺伊州芝加哥
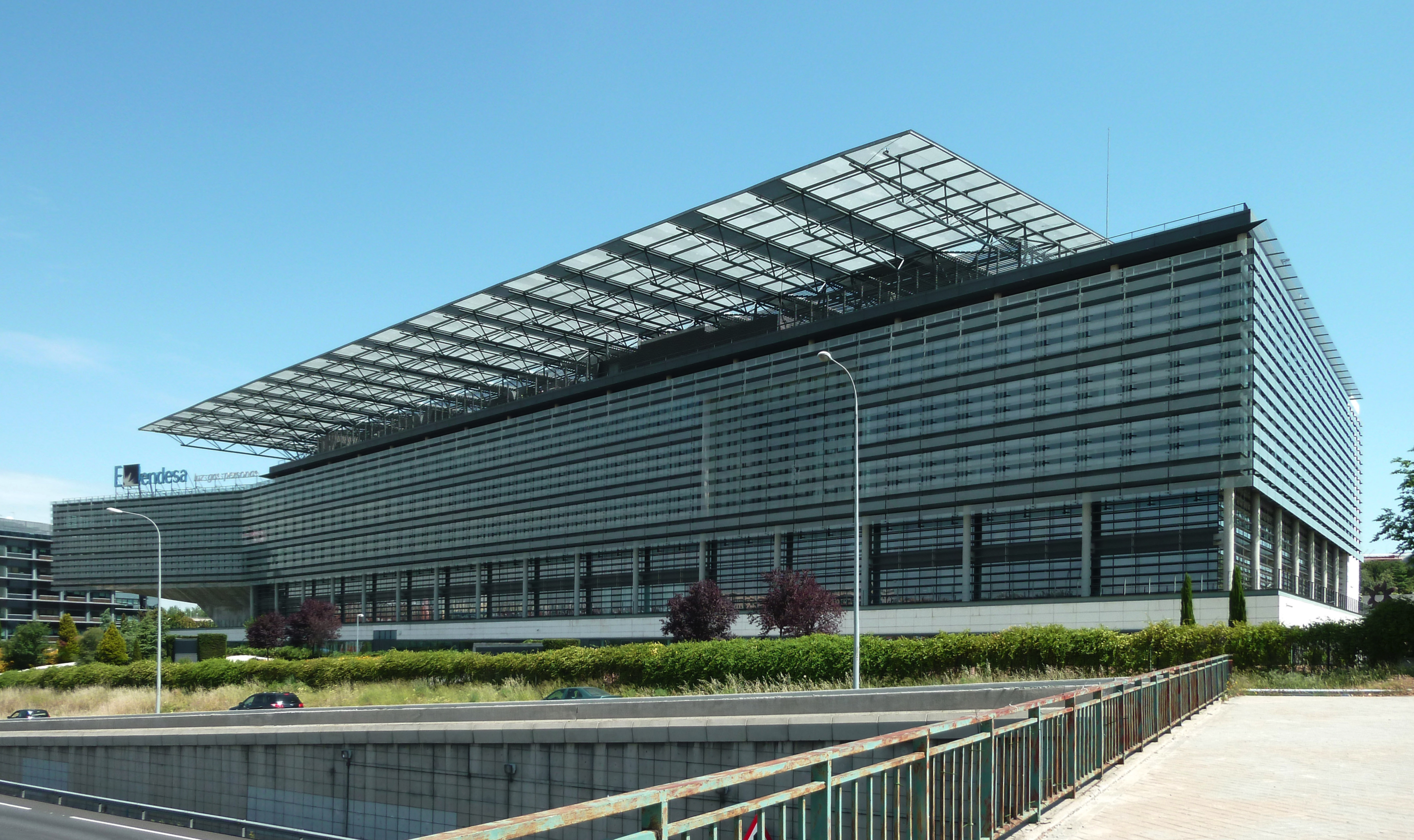
恩德萨总部，西班牙马德里
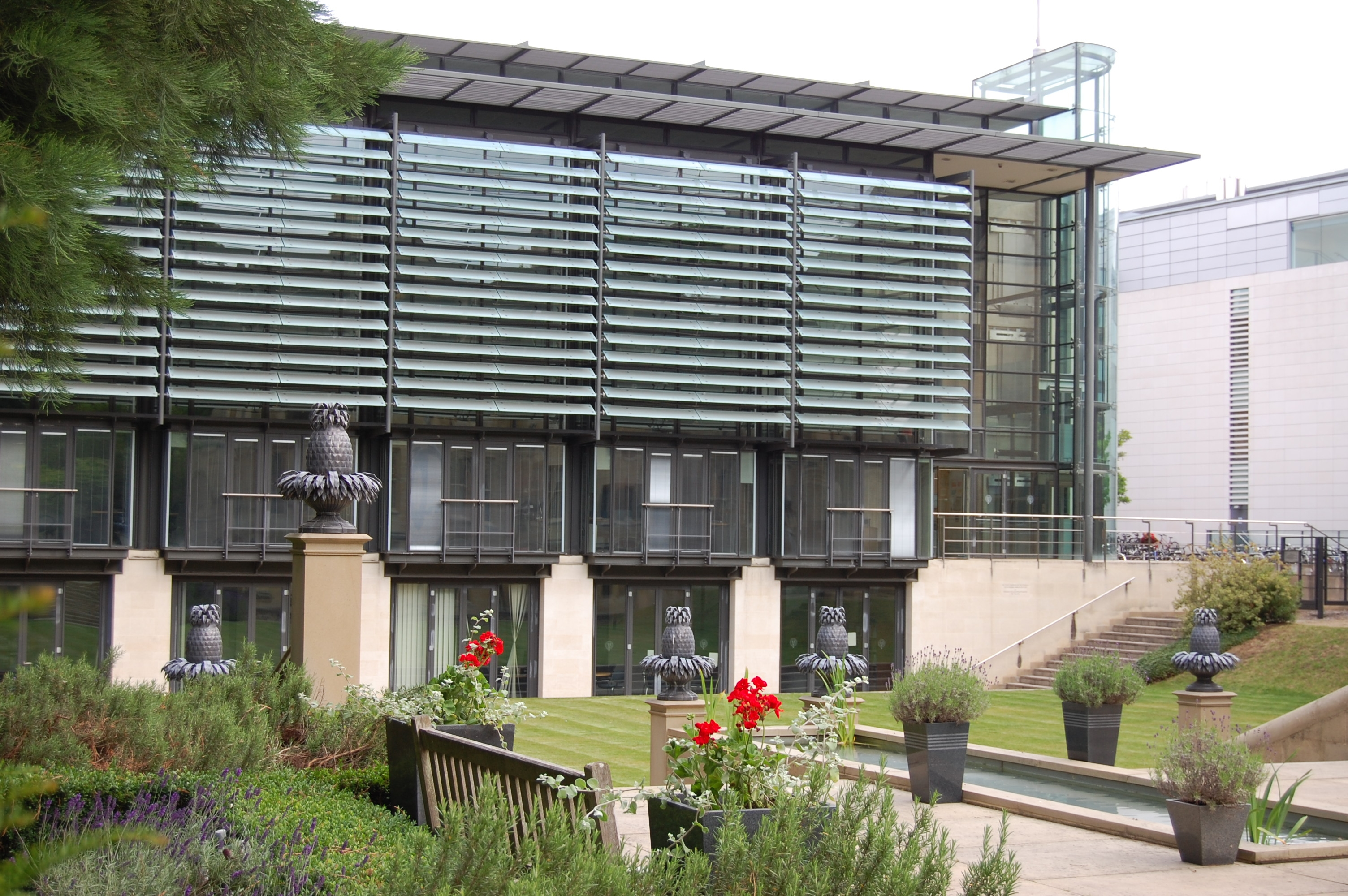
牛津大学罗瑟米尔美国研究所，英国伦敦
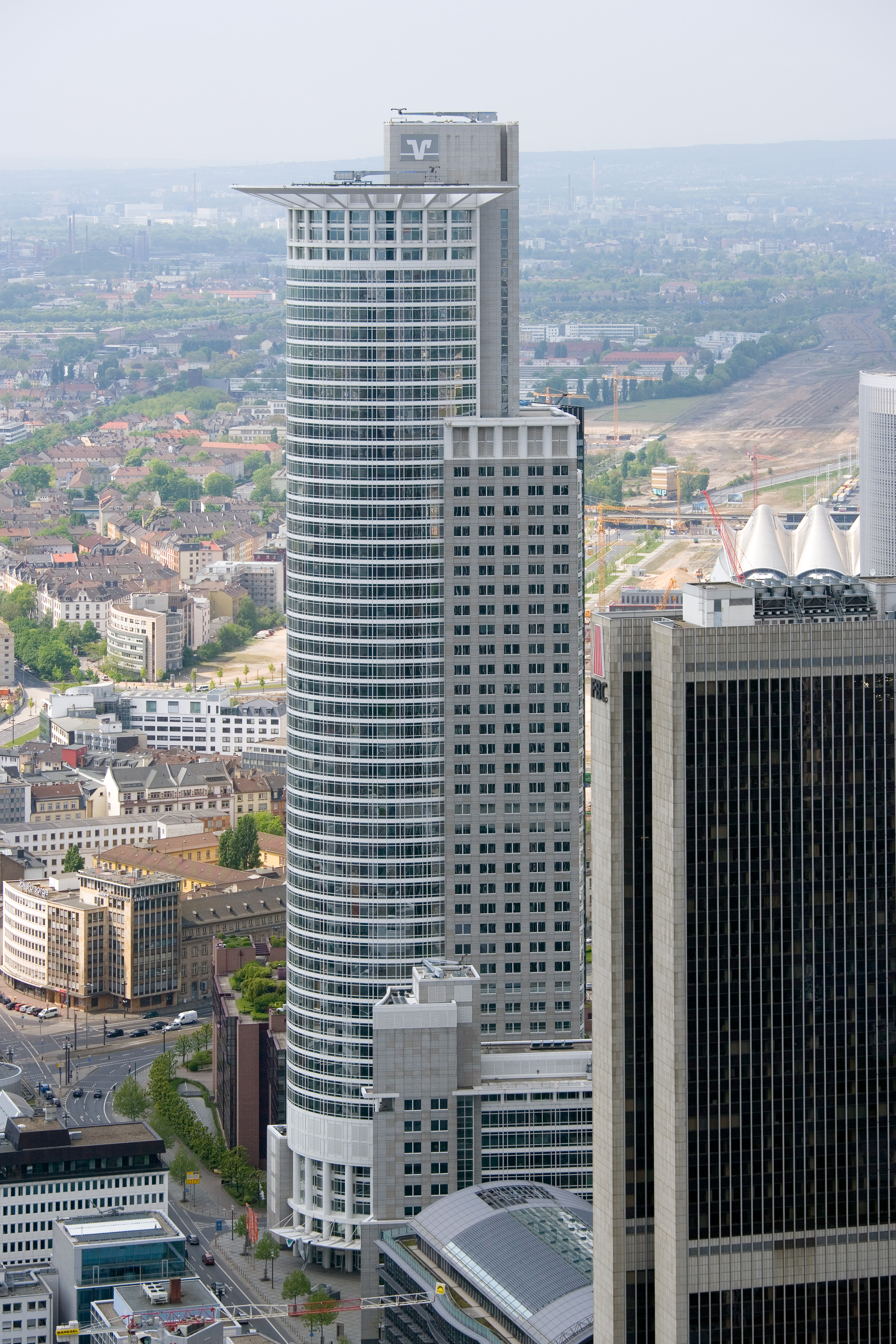
德意志银行总部(Westendstraße 1)，德国法兰克福
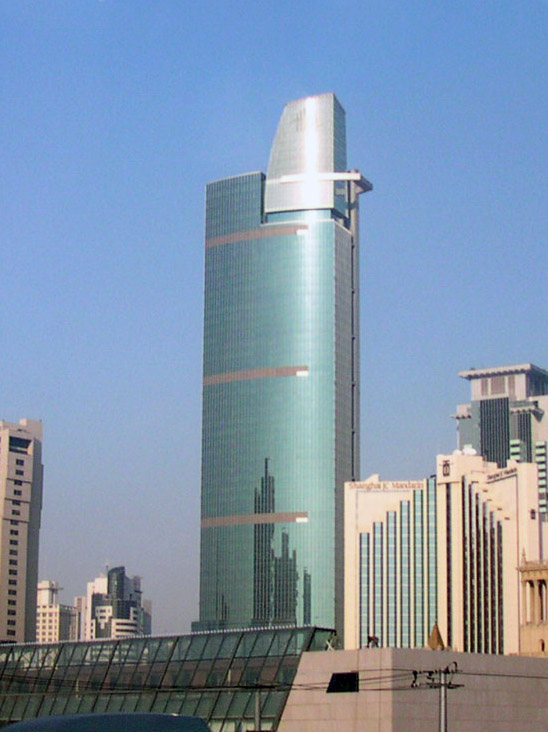
上海恒隆广场，中国上海
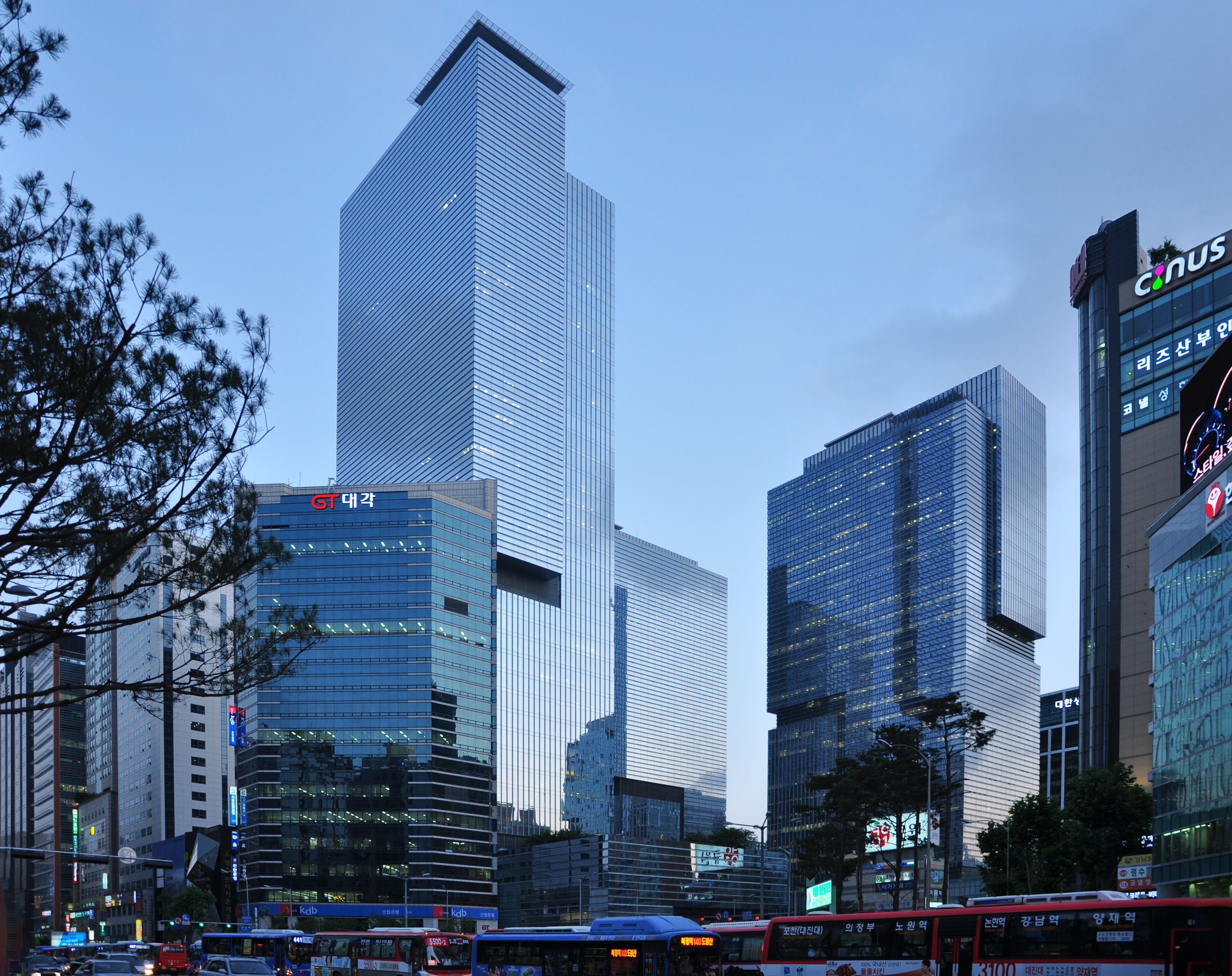
三星总部，韩国首尔
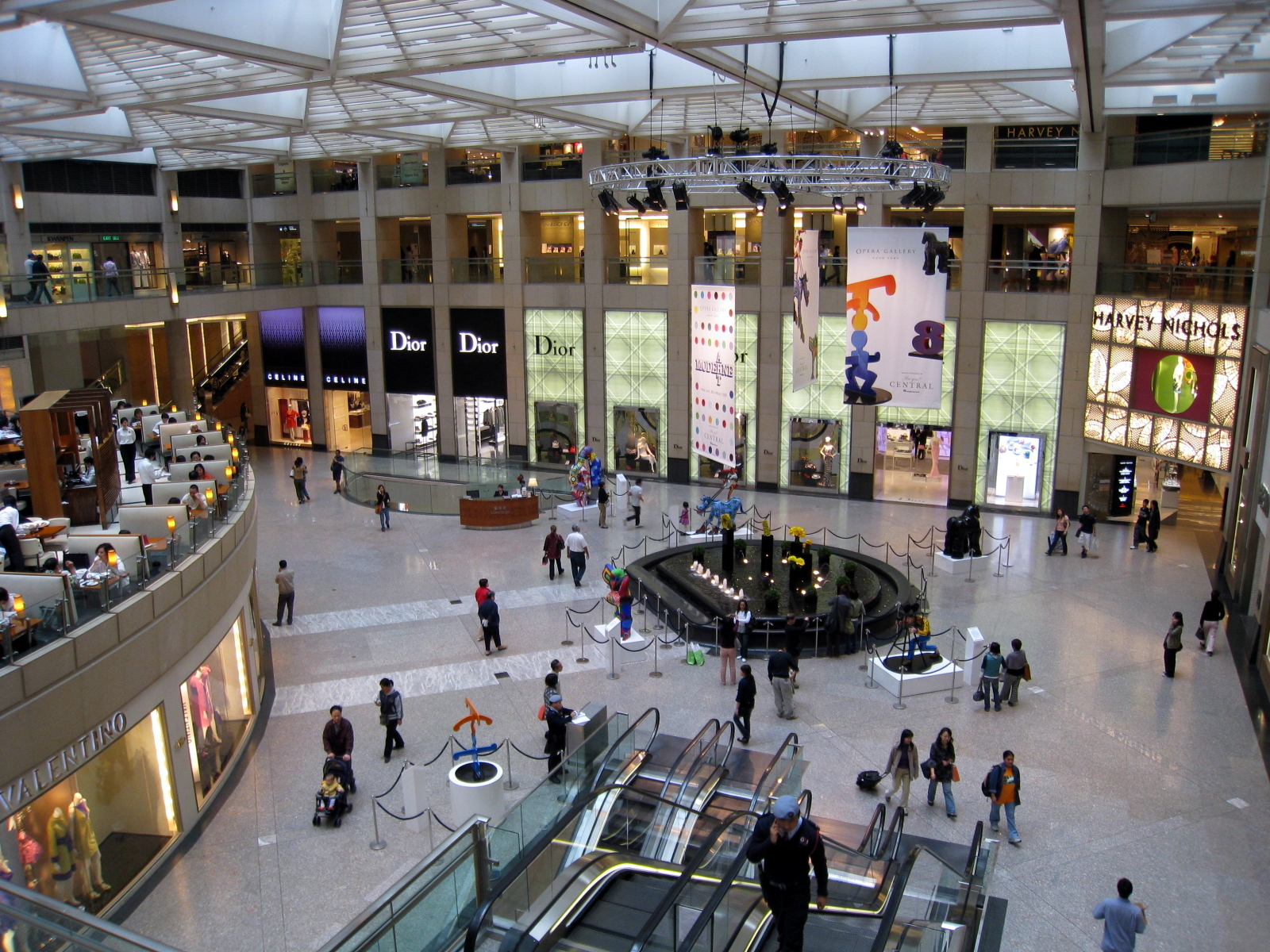
置地广场，香港
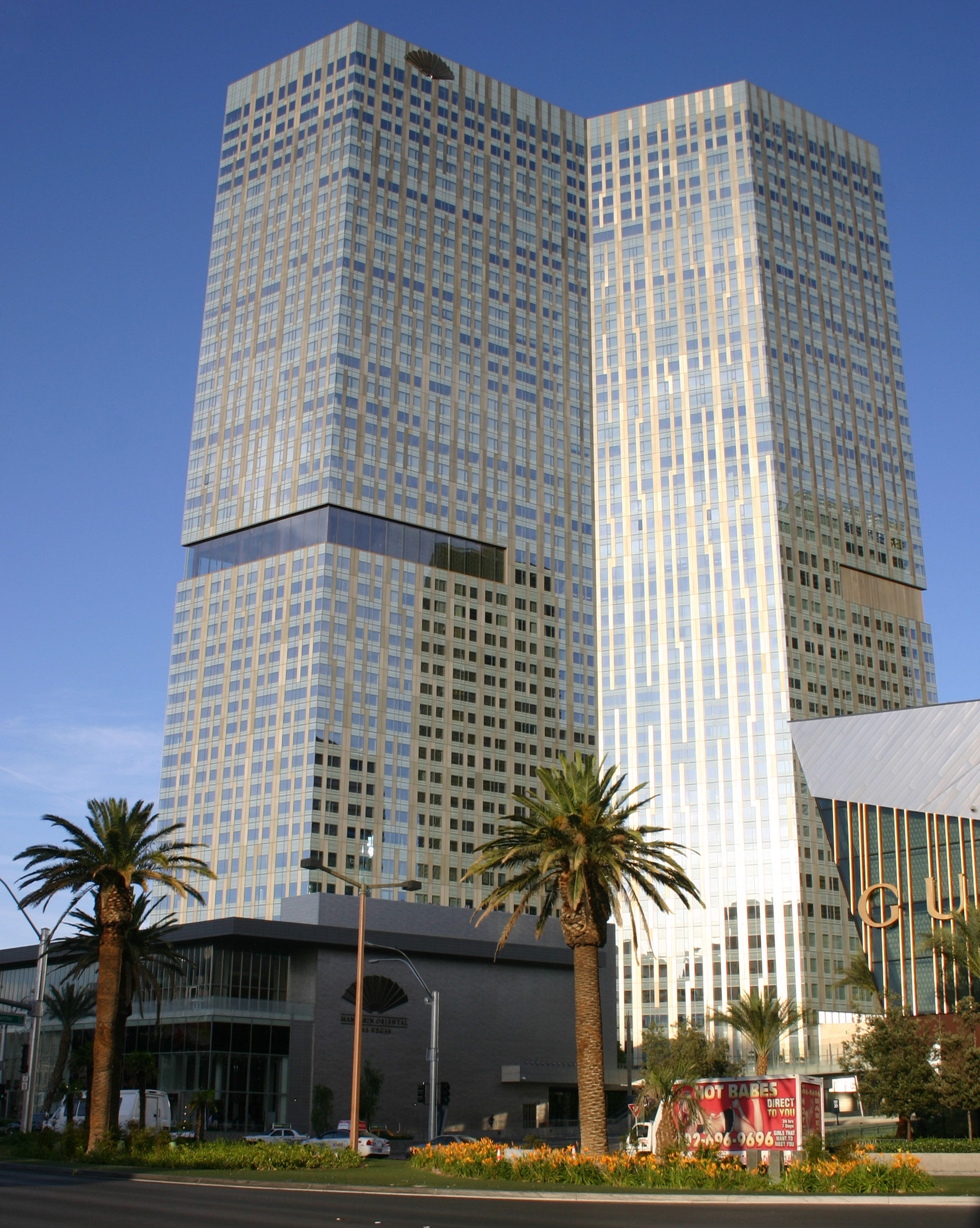
拉斯维加斯文华东方酒店，美国拉斯维加斯
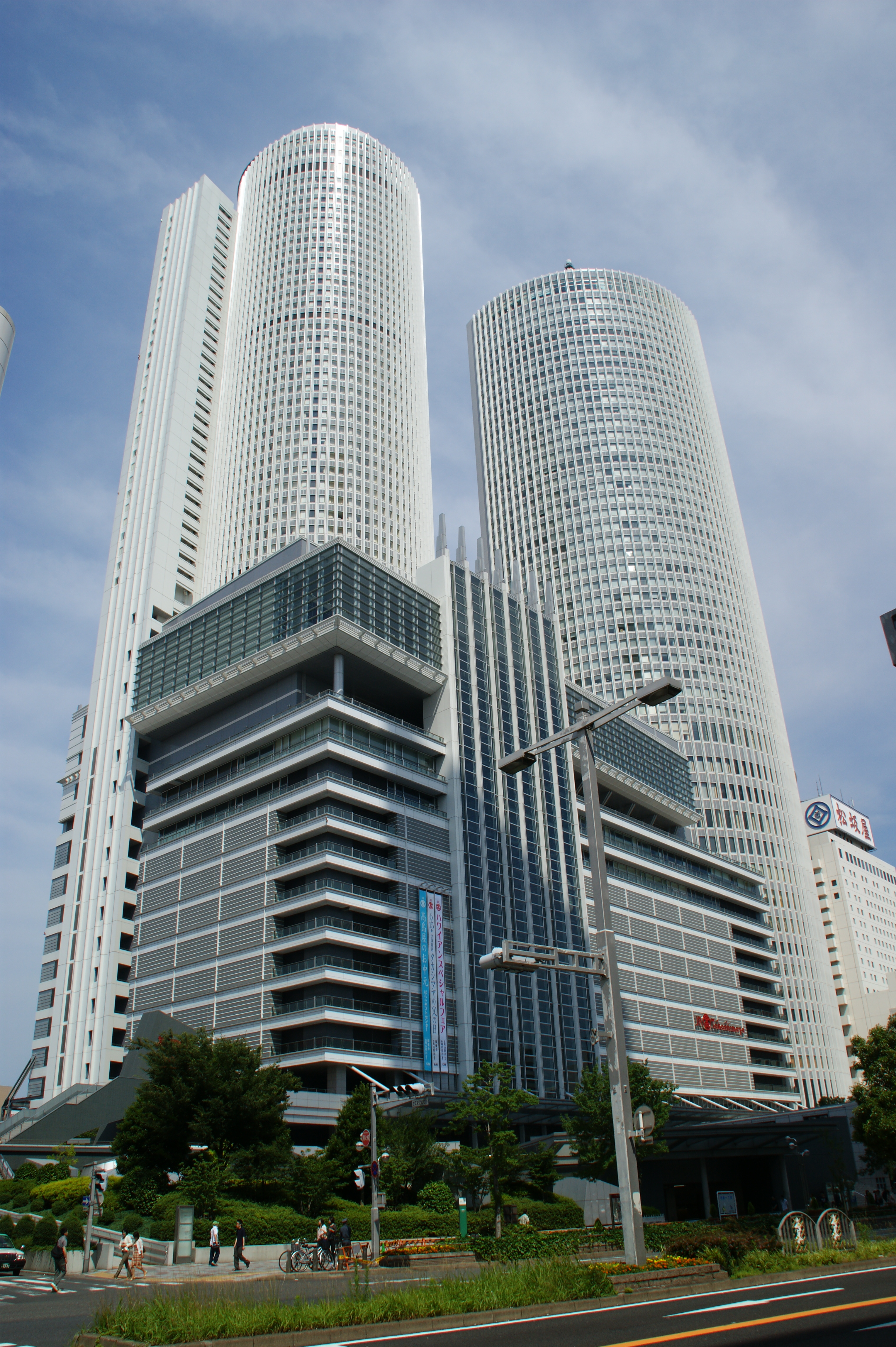
日本铁路中心大厦，日本名古屋
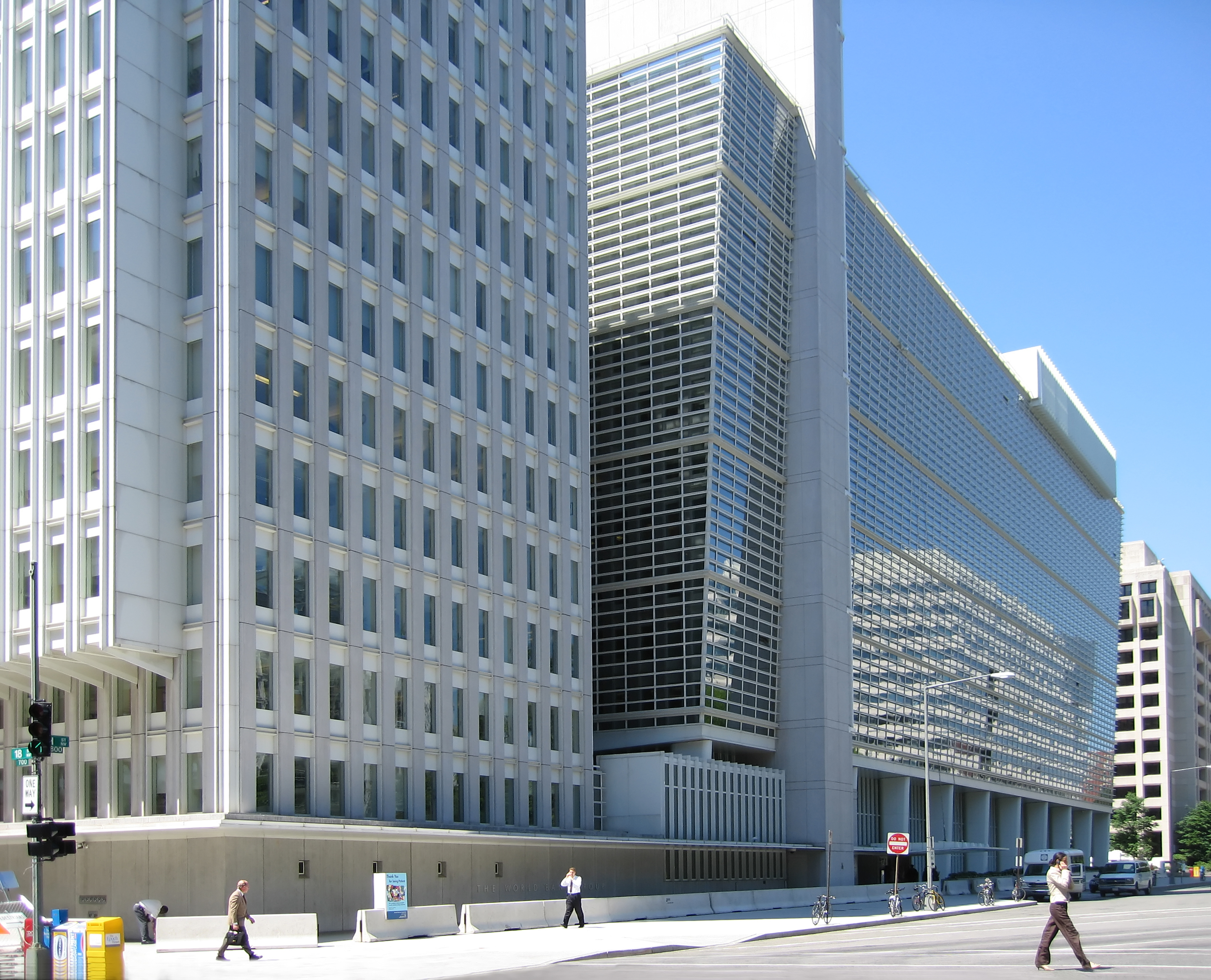
世界银行总部，美国华盛顿(1996)
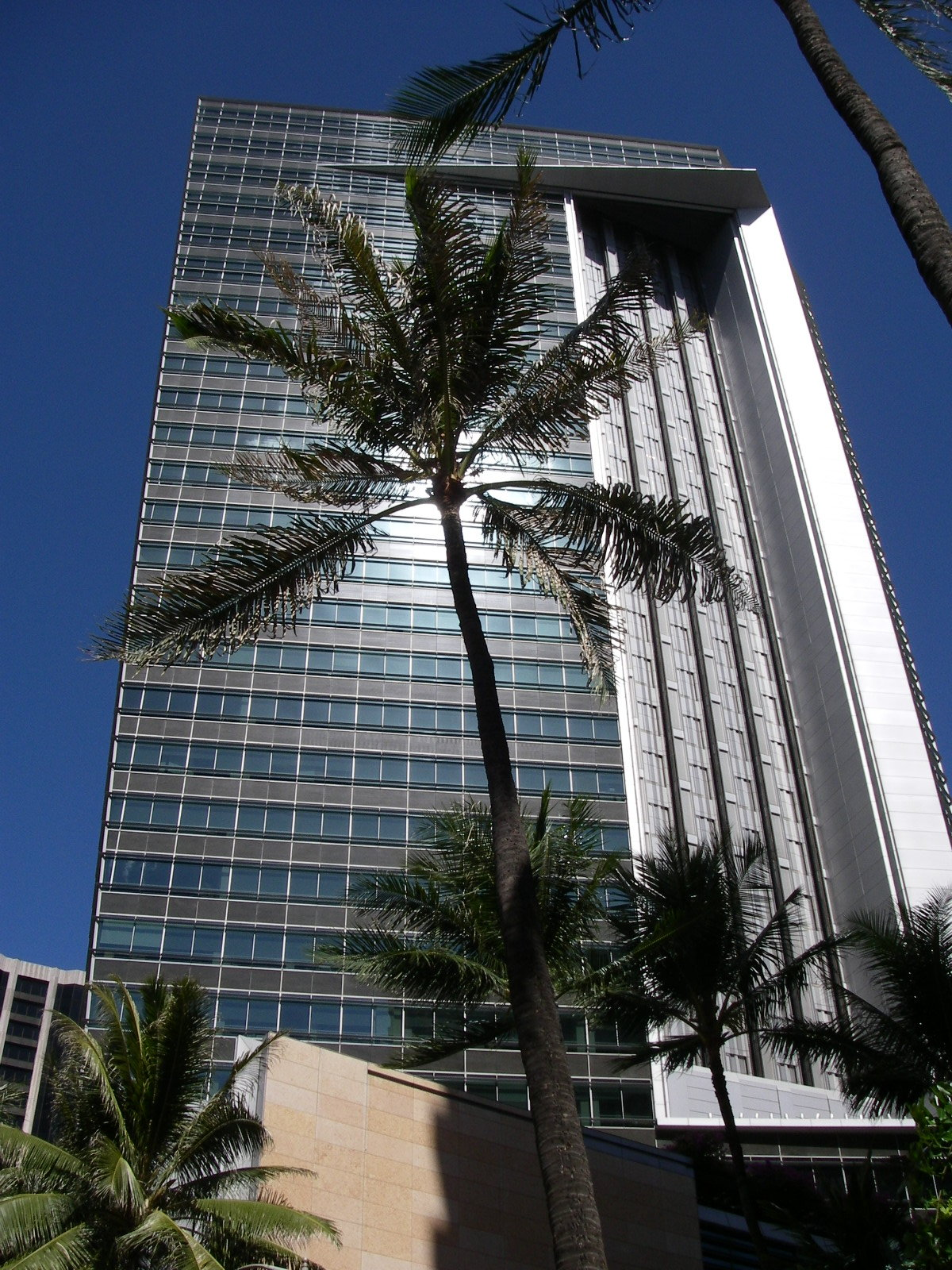
夏威夷第一银行，美国夏威夷火奴鲁鲁
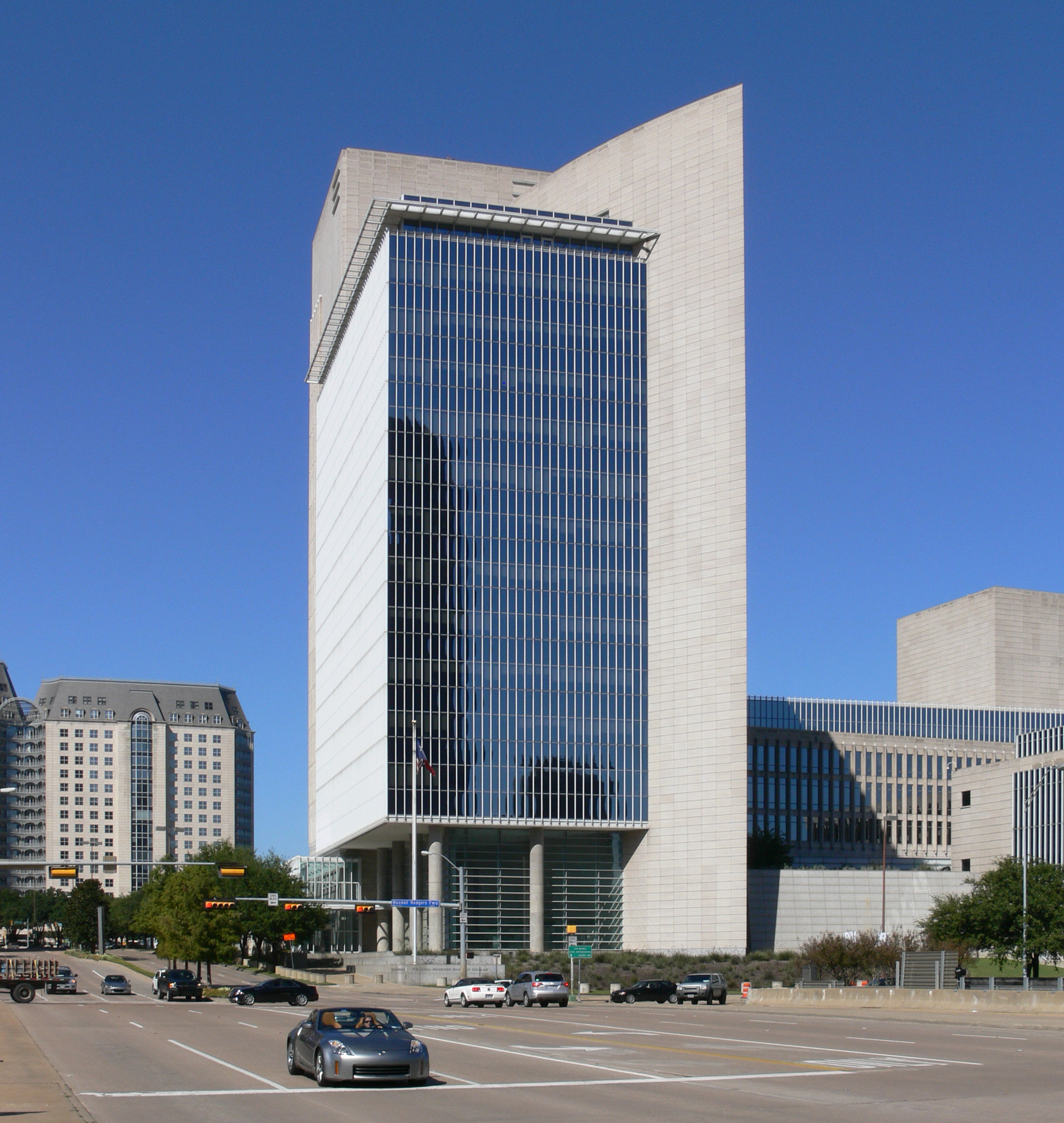
达拉斯联邦储蓄银行，美国德克萨斯州达拉斯
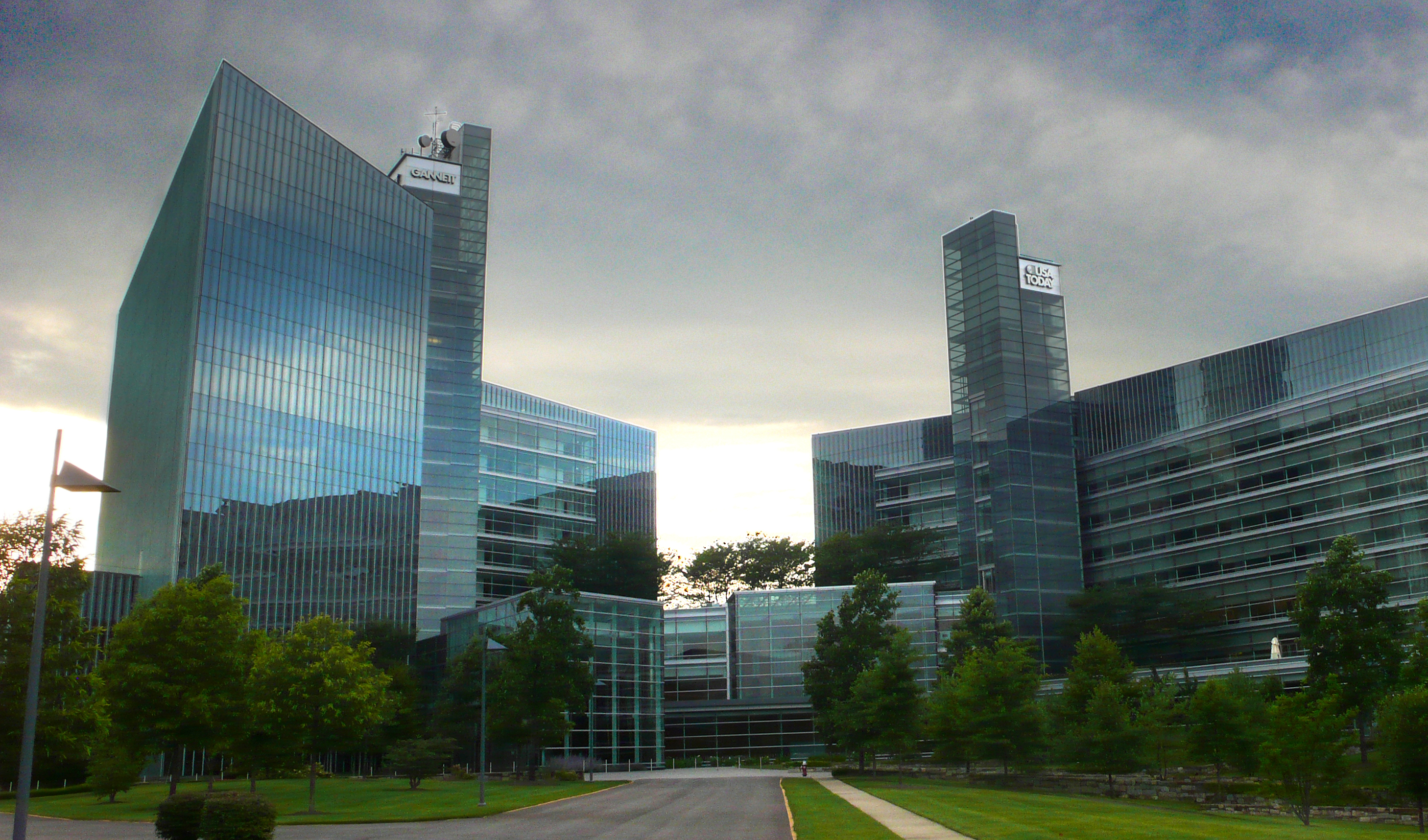
《甘尼特/今日美国》报刊总部总部，美国弗吉尼亚州麦考林